# Lijst van personen overleden in 1961
Dit is een lijst van personen die zijn overleden in 1961.

## Januari

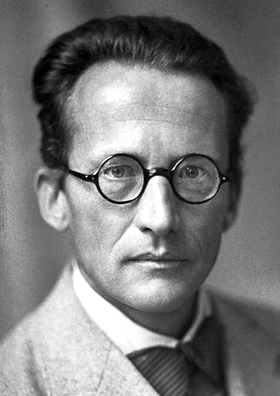
Erwin Schrödinger
4 januari

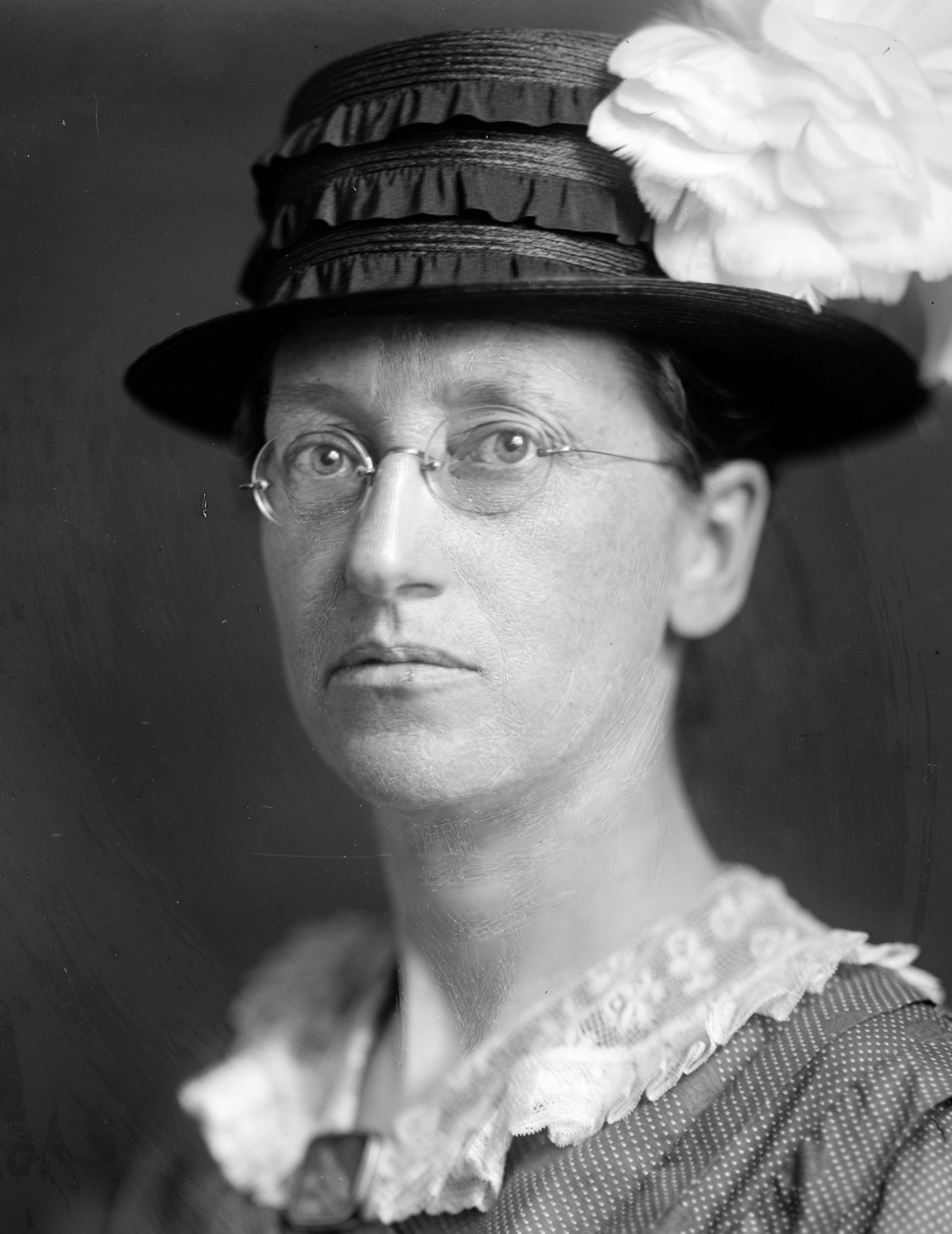
Emily Greene Balch
9 januari

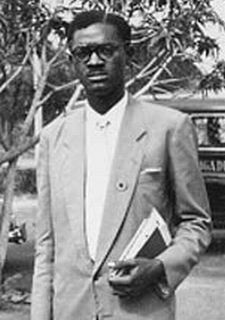
Patrice Lumumba
17 januari

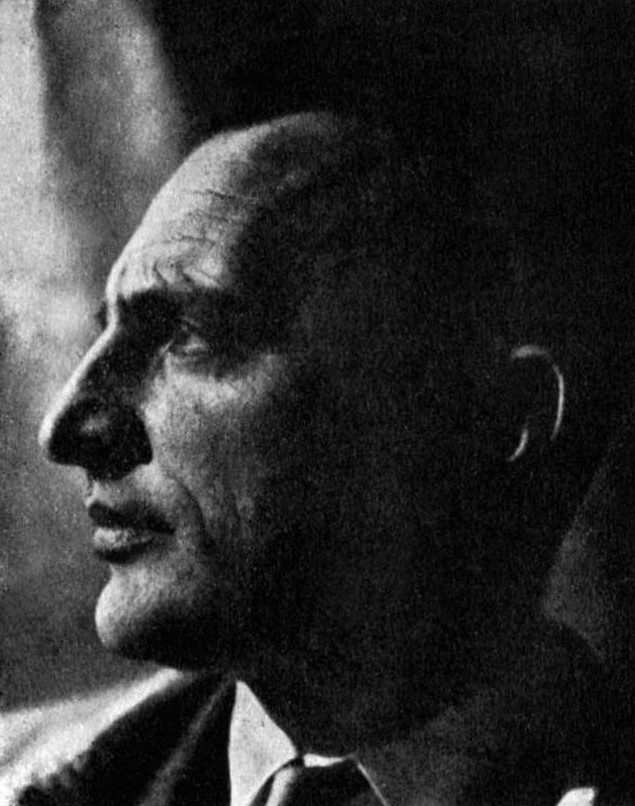
Max Burchartz
31 januari

| 1 | 2 | 3 | 4 | 5 | 6 | 7 | 8 | 9 | 10 | 11 | 12 | 13 | 14 | 15 | 16 | 17 | 18 | 19 | 20 | 21 | 22 | 23 | 24 | 25 | 26 | 27 | 28 | 29 | 30 | 31 |
| - | - | - | - | - | - | - | - | - | -- | -- | -- | -- | -- | -- | -- | -- | -- | -- | -- | -- | -- | -- | -- | -- | -- | -- | -- | -- | -- | -- |

### 1 januari
- Jan Jacob Thomson (78), Nederlands predikant en letterkundige

### 4 januari
- Erwin Schrödinger (73), Oostenrijks natuurkundige

### 5 januari
- Jack Butler (66), Engels voetballer
- Cor Zegger (63), Nederlands zwemmer

### 9 januari
- Emily Greene Balch (94), Amerikaans schrijver en activist

### 10 januari
- Dashiell Hammett (66), Amerikaans schrijver
- Cees Hazenbosch (39), Nederlands politicus

### 12 januari
- Albert Carnoy (82), Belgisch politicus

### 13 januari
- František Drtikol (77), Tsjechisch fotograaf

### 16 januari
- Max Schöne (80), Duits zwemmer

### 17 januari
- Patrice Lumumba (35), Congolees politicus

### 18 januari
- Jan Linsen (57), Belgisch atleet

### 19 januari
- Petrus Dieleman (87), Nederlands bestuurder

### 20 januari
- Jean Herinckx (72), Belgisch politicus

### 21 januari
- Blaise Cendrars (73), Zwitsers-Frans schrijver en dichter
- Victor Maistriau (90), Belgisch politicus

### 22 januari
- Jacobus Roelof Blaauw (49), Nederlands ingenieur

### 24 januari
- Frans Dingemans (55), Nederlands architect
- Alfred Gilbert (76), Amerikaans atleet

### 25 januari
- Karl Heussi (83), Duits kerkhistoricus

### 26 januari
- Rudolf Bernhard William Comvalius (63), Surinaams politicus

### 27 januari
- Robert Detaevernier (66), Belgisch politicus

### 29 januari
- Albert Renard (83), Belgisch politicus
- Angela Thirkell (70), Brits schrijfster

### 31 januari
- Max Burchartz (74), Duits kunstenaar

## Februari

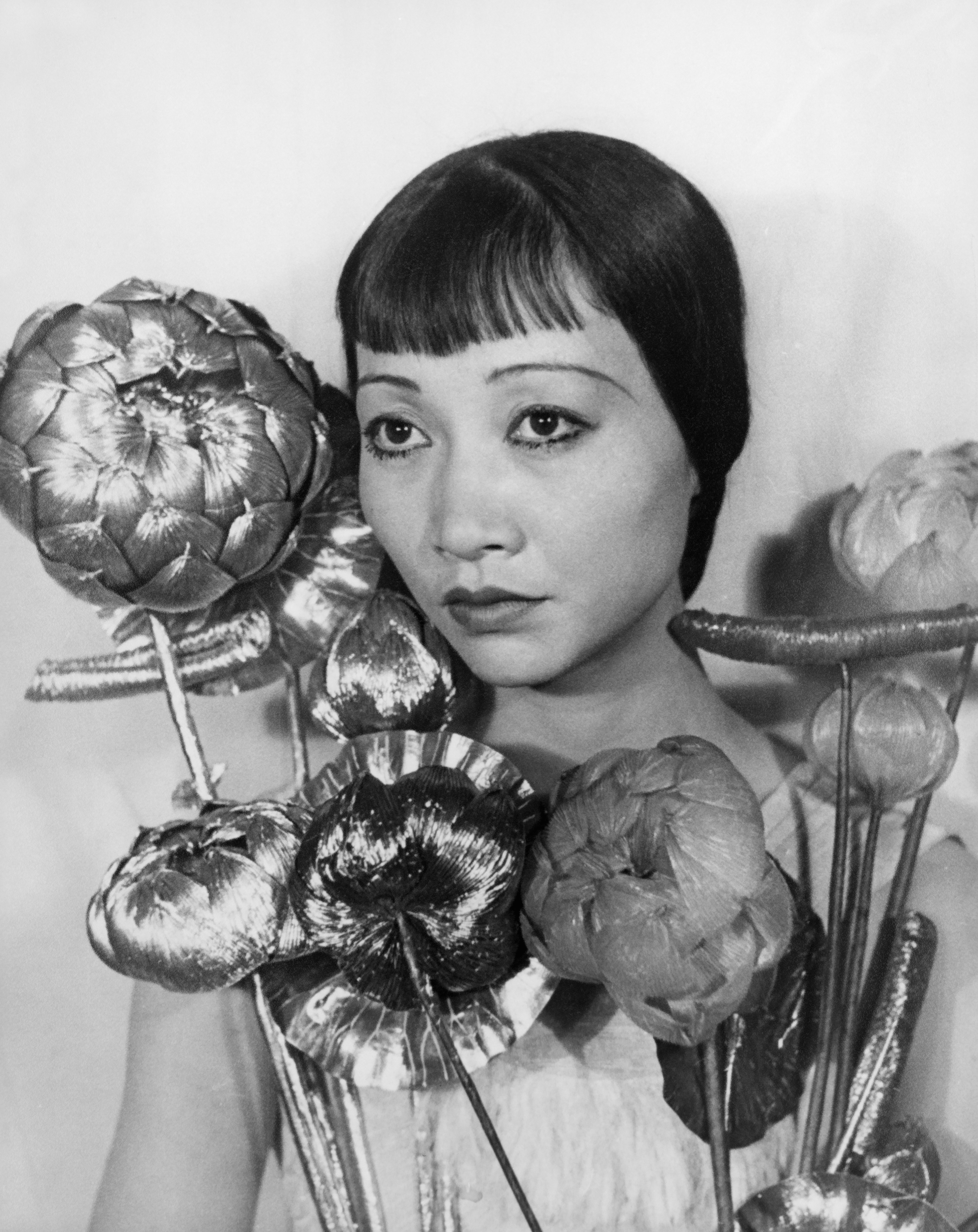
Anna May Wong
3 februari

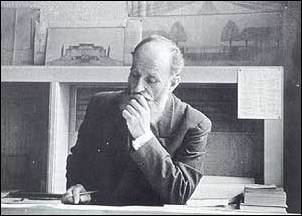
Piet Kramer
4 februari

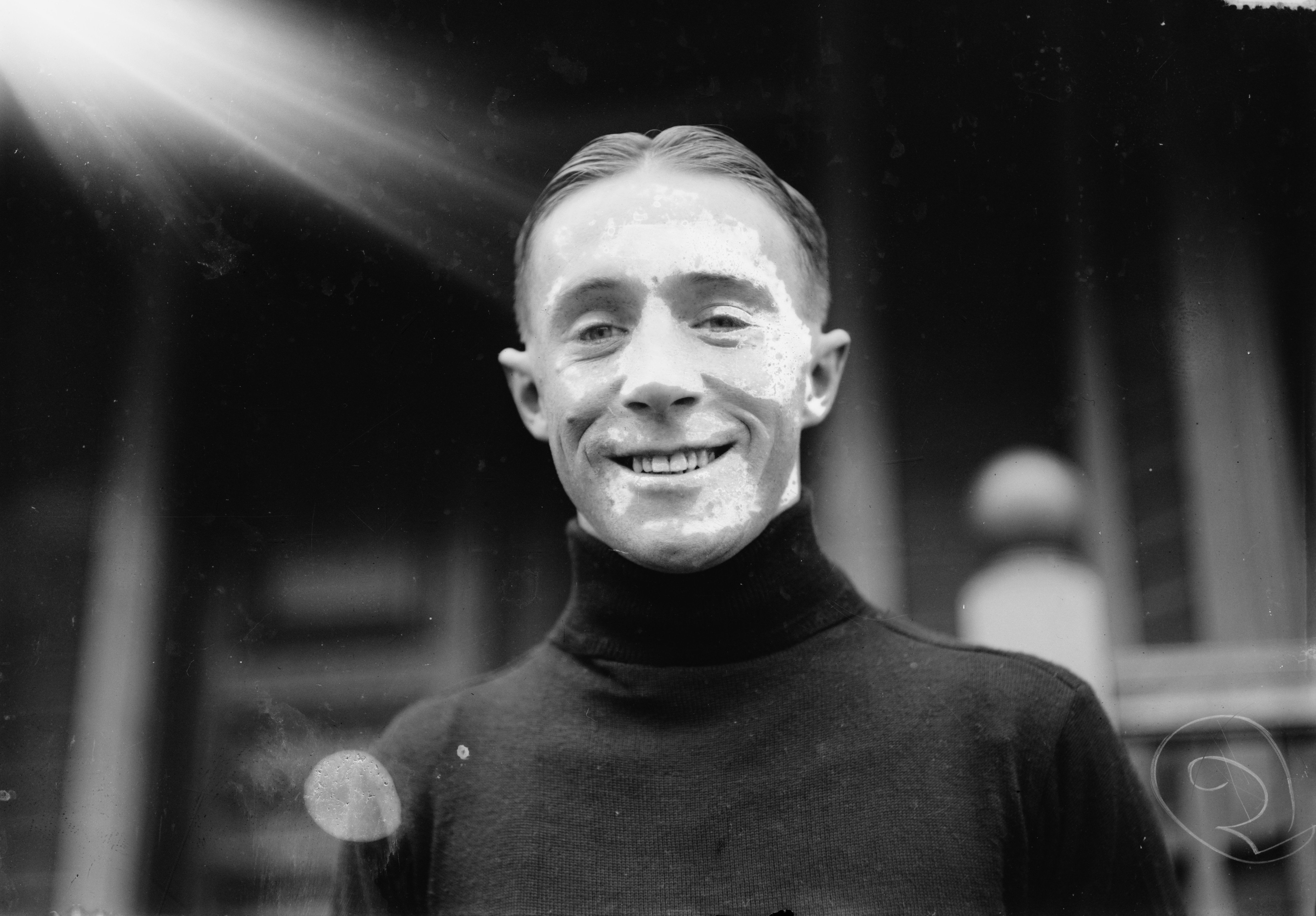
Oscar Egg
9 februari

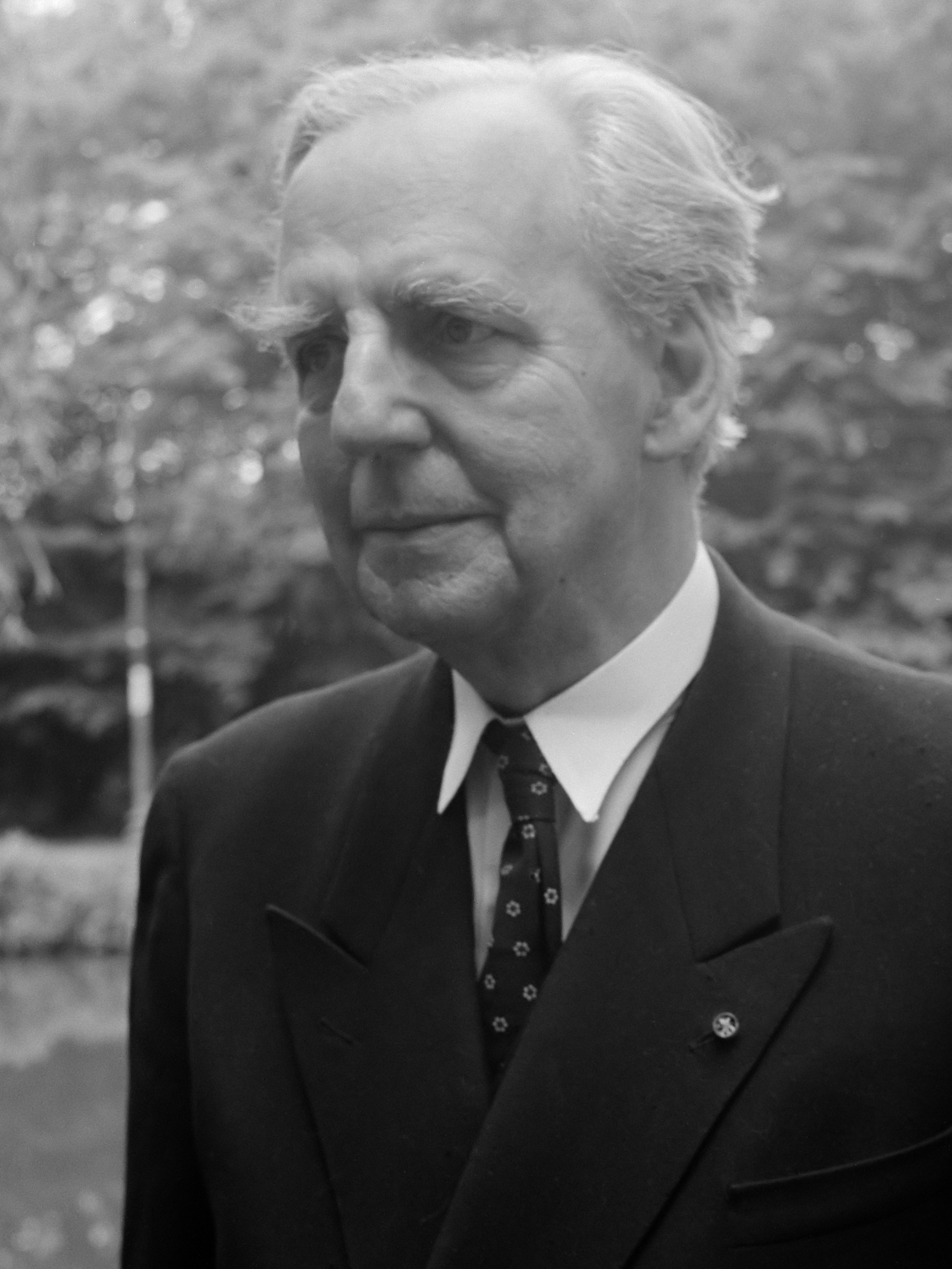
Eduard Verkade
11 februari

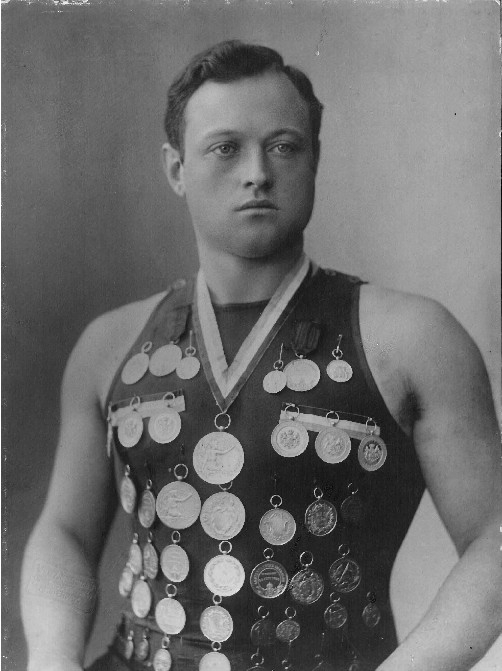
Piet Ooms
14 februari

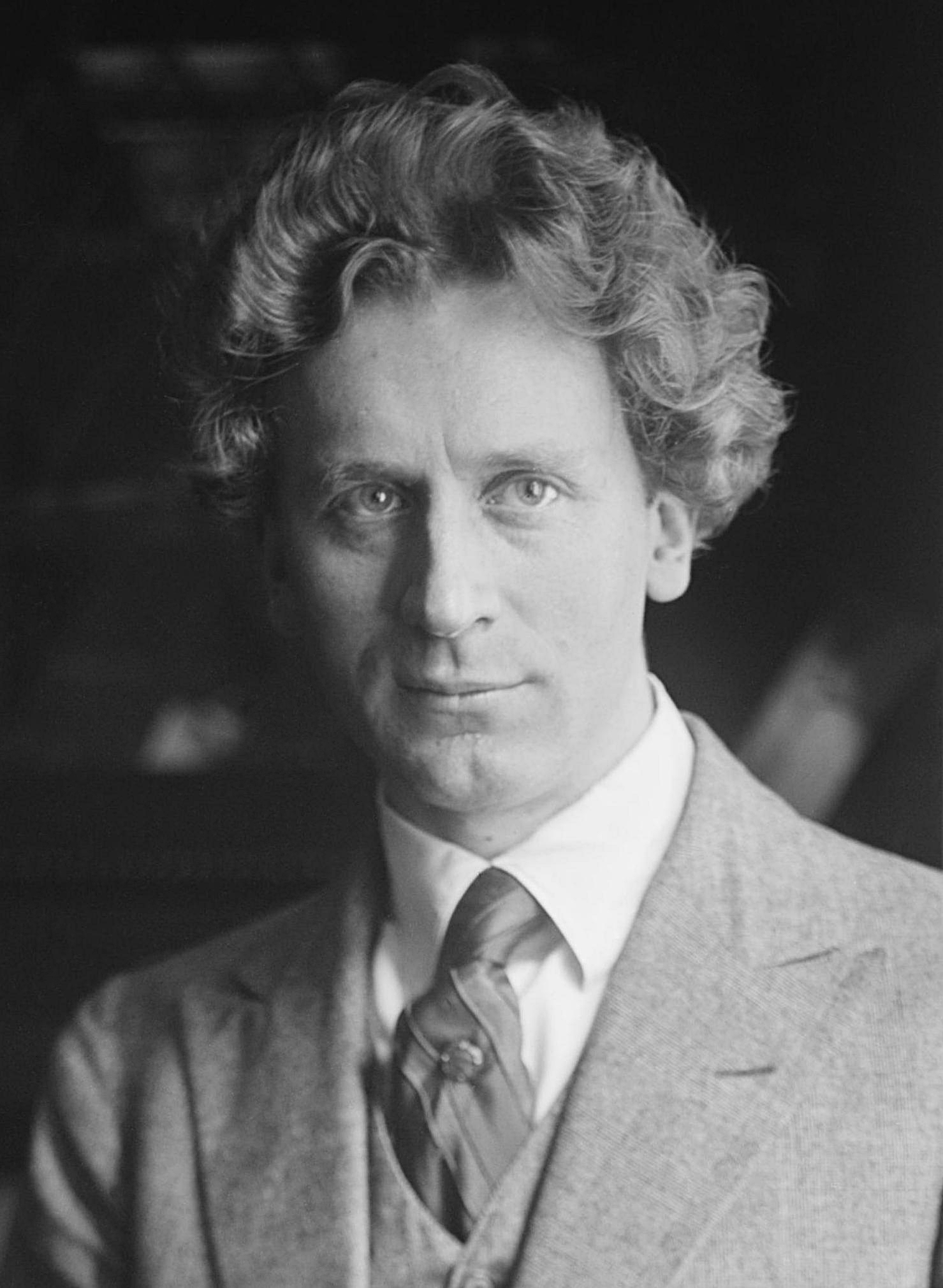
Percy Grainger
20 februari

| 1 | 2 | 3 | 4 | 5 | 6 | 7 | 8 | 9 | 10 | 11 | 12 | 13 | 14 | 15 | 16 | 17 | 18 | 19 | 20 | 21 | 22 | 23 | 24 | 25 | 26 | 27 | 28 |
| - | - | - | - | - | - | - | - | - | -- | -- | -- | -- | -- | -- | -- | -- | -- | -- | -- | -- | -- | -- | -- | -- | -- | -- | -- |

### 1 februari
- Gerrit Bouwmeester (68), Nederlands voetballer

### 2 februari
- Herman Sijmons (79), Nederlands architect

### 3 februari
- Anna May Wong (56), Amerikaans actrice

### 4 februari
- Piet Kramer (79), Nederlands architect
- Jacob Meinen (61), Nederlands architect

### 8 februari
- Eduard Elion (60), Nederlands scheikundige

### 9 februari
- Louis Clesse (71), Belgisch kunstenaar
- Oscar Egg (70), Zwitsers wielrenner
- Grigori Löwenfisch (71), Russisch schaker
- Carlos Luz (66), president van Brazilië

### 10 februari
- Jakub Deml (82), Tsjechisch schrijver en dichter
- Andy Gibson (47), Amerikaans trompettist
- Velma Middleton (43), Amerikaans jazz-zangeres

### 11 februari
- Eduard Verkade (82), Nederlands acteur en regisseur

### 12 februari
- Camille Van De Casteele (58), Belgisch wielrenner

### 14 februari
- Piet Ooms (76), Nederlands zwemmer en waterpoloër

### 15 februari
- Laurence Owen (16), Amerikaans kunstschaatsster
- Maribel Vinson (49), Amerikaans kunstschaatsster

### 17 februari
- Marius Bouwman (59), Nederlands predikant en advocaat

### 18 februari
- Arnoldus Johannes Petrus van den Broek (83), Nederlands medicus
- Karel Johannes Frederiks (80), Nederlands bestuurder

### 20 februari
- Percy Grainger (78), Australisch componist
- Otto Huiswoud (67), Surinaams politiek activist

### 21 februari
- Henri Johan Frans Willem Brugmans (76), Belgisch filosoof en psycholoog

### 22 februari
- Gerhardus Knuttel (81), Nederlands architect
- Nick LaRocca (71), Amerikaans jazzmusicus

### 24 februari
- Herman de By (88), Nederlands zwemmer

### 26 februari
- Karl Albiker (82), Duits kunstenaar
- Mohammed V (51), koning van Marokko

### 27 februari
- Platt Adams (75), Amerikaans atleet

### 28 februari
- Joris Vriamont (64), Belgisch schrijver

## Maart

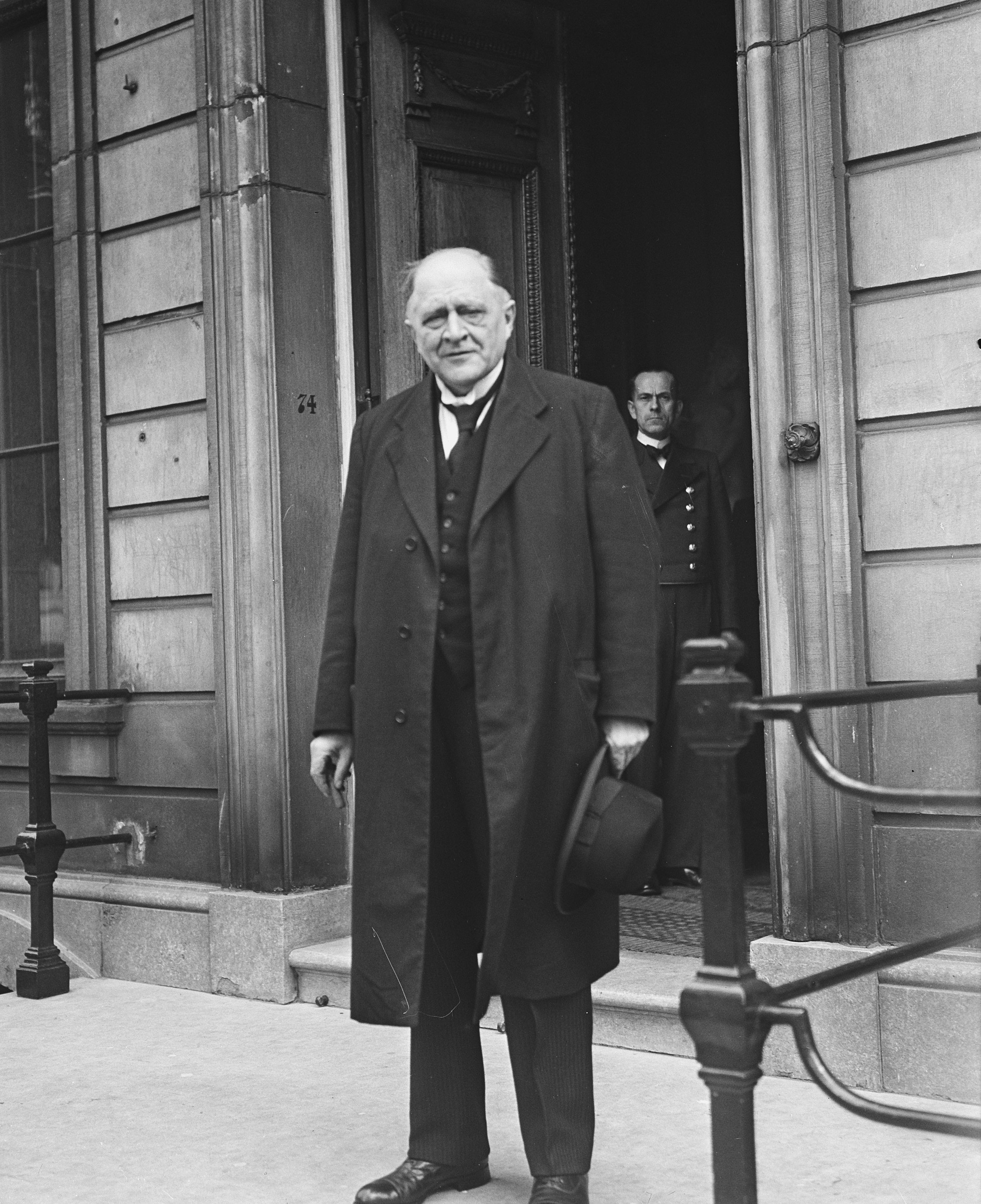
Pieter Zandt
4 maart

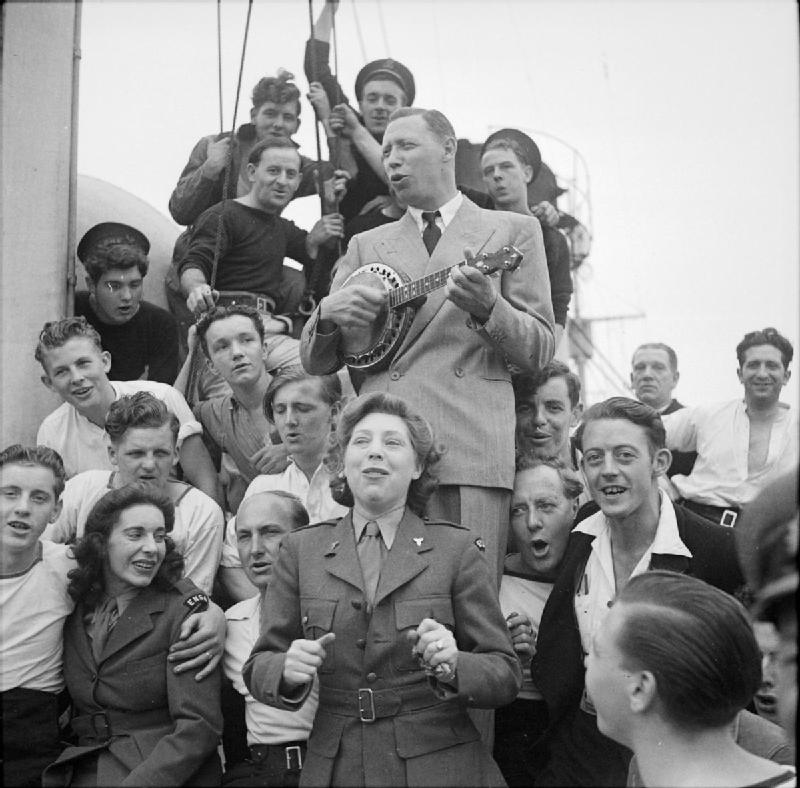
George Formby
6 maart

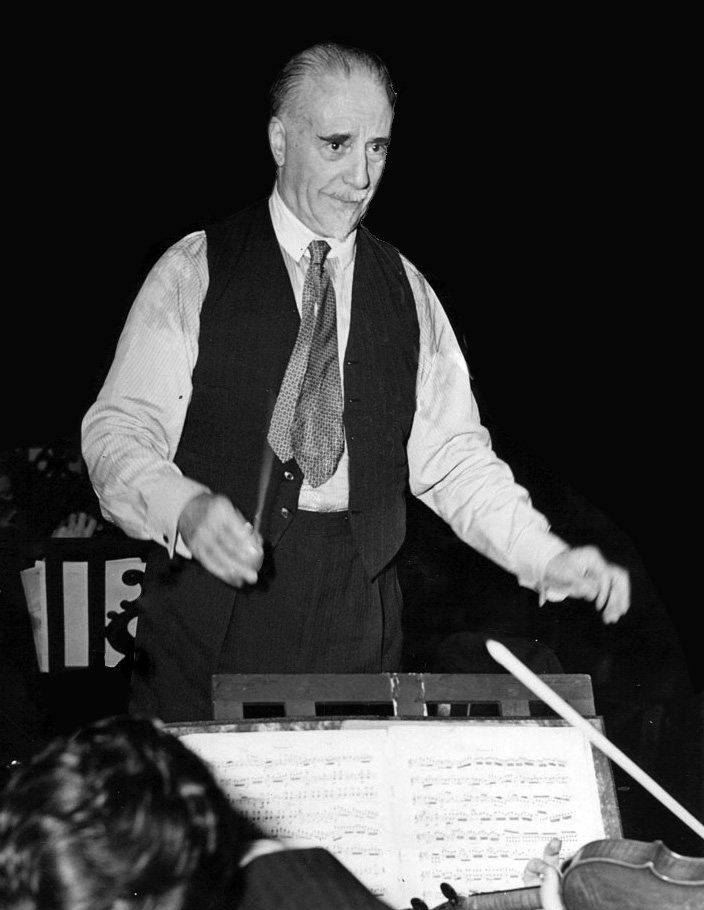
Thomas Beecham
8 maart

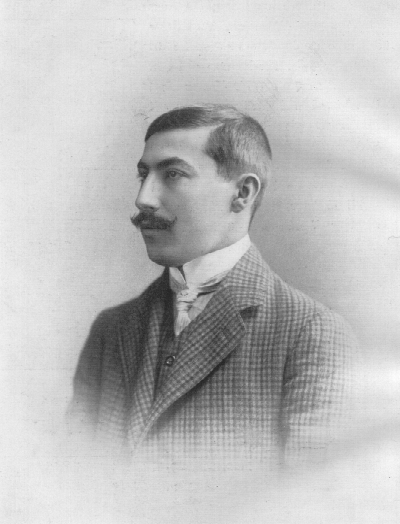
Akiba Rubinstein
15 maart

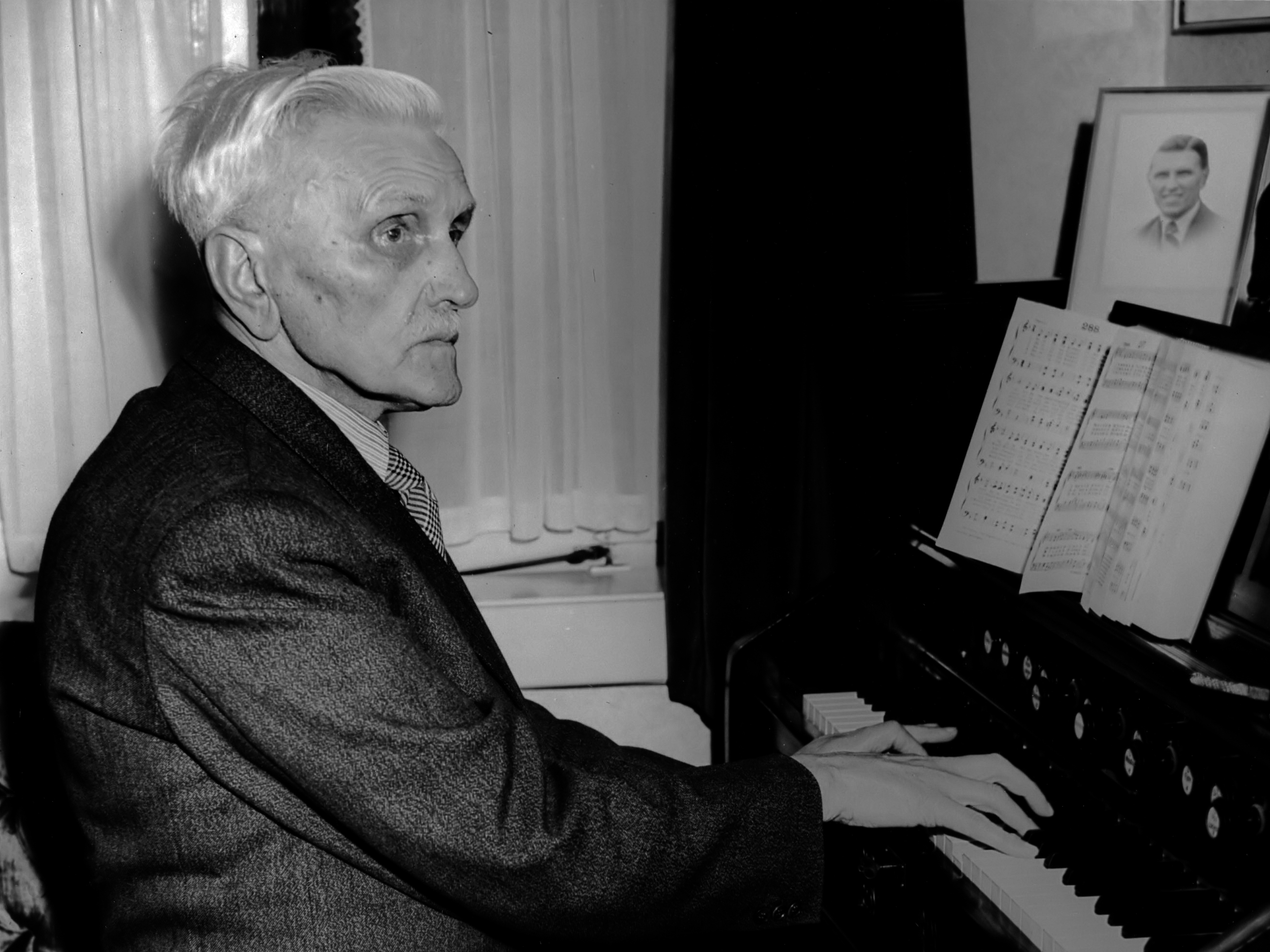
Johannes de Heer
16 maart

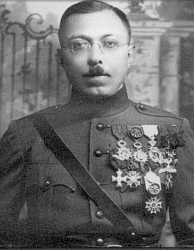
Louis Grondijs
17 maart

| 1 | 2 | 3 | 4 | 5 | 6 | 7 | 8 | 9 | 10 | 11 | 12 | 13 | 14 | 15 | 16 | 17 | 18 | 19 | 20 | 21 | 22 | 23 | 24 | 25 | 26 | 27 | 28 | 29 | 30 | 31 |
| - | - | - | - | - | - | - | - | - | -- | -- | -- | -- | -- | -- | -- | -- | -- | -- | -- | -- | -- | -- | -- | -- | -- | -- | -- | -- | -- | -- |

### 1 maart
- Hendrik Marius Quanjer (81), Nederlands patholoog

### 3 maart
- Lajos Dinnyés (60), Hongaars politicus
- Paul Wittgenstein (73), Oostenrijks-Amerikaans pianist en componist

### 4 maart
- Pieter Zandt (80), Nederlands politicus

### 6 maart
- Henk Dorgelo (67), Nederlands natuurkundige en bestuurder
- George Formby (56), Brits muzikant, zanger en acteur
- Roberta Jull (88), West-Australisch arts
- Marcello Mimmi (78), Italiaans kardinaal

### 7 maart
- Jean Speth (75), Belgisch politicus

### 8 maart
- Sir Thomas Beecham (80), Brits dirigent

### 9 maart
- Nicolaas Dirk van Leeuwen (80), Nederlands predikant

### 11 maart
- Sophie van der Does de Willebois (69), Nederlands keramiste

### 12 maart
- Victor d'Arcy (73), Brits atlete

### 14 maart
- Felix Smeets (56), Nederlands voetballer

### 15 maart
- Benjamin Adams (70), Amerikaans atleet
- Akiba Rubinstein (78), Pools schaker

### 16 maart
- Henri Wiessing (82), Nederlands journalist
- Johannes de Heer (94), Nederlands evangelist en radiopresentator
- Václav Talich (77), Tsjechisch dirgent

### 17 maart
- Louis Grondijs (82), Nederlands journalist en kunsthistoricus

### 19 maart
- Stuart Harry Axwijk (41), Surinaams politicus
- Edric Cundell (68), Brits componist

### 23 maart
- Valentin Bondarenko (24), Russisch ruimtevaarder

### 25 maart
- Arthur Drewry (70), Brits sportbestuurder

### 27 maart
- Cesar Maria Guerrero (76), Filipijns bisschop
- Paul Landowski (85), Frans beeldhouwer
- Ian Whyte (59), Brits componist, dirigent en pianist

### 30 maart
- Lambert Goffings (68), Belgisch politicus
- Philibert Jacques Melotte (81), Brits astronoom

## April

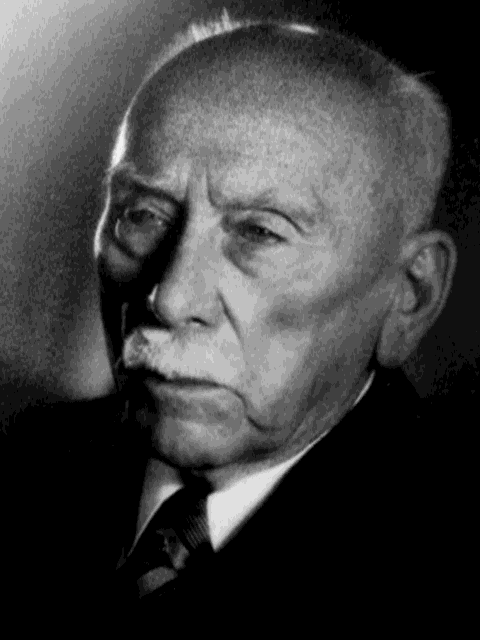
Jules Bordet
6 april

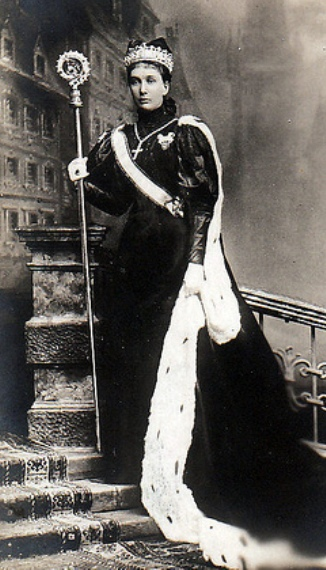
Maria van Oostenrijk
8 april

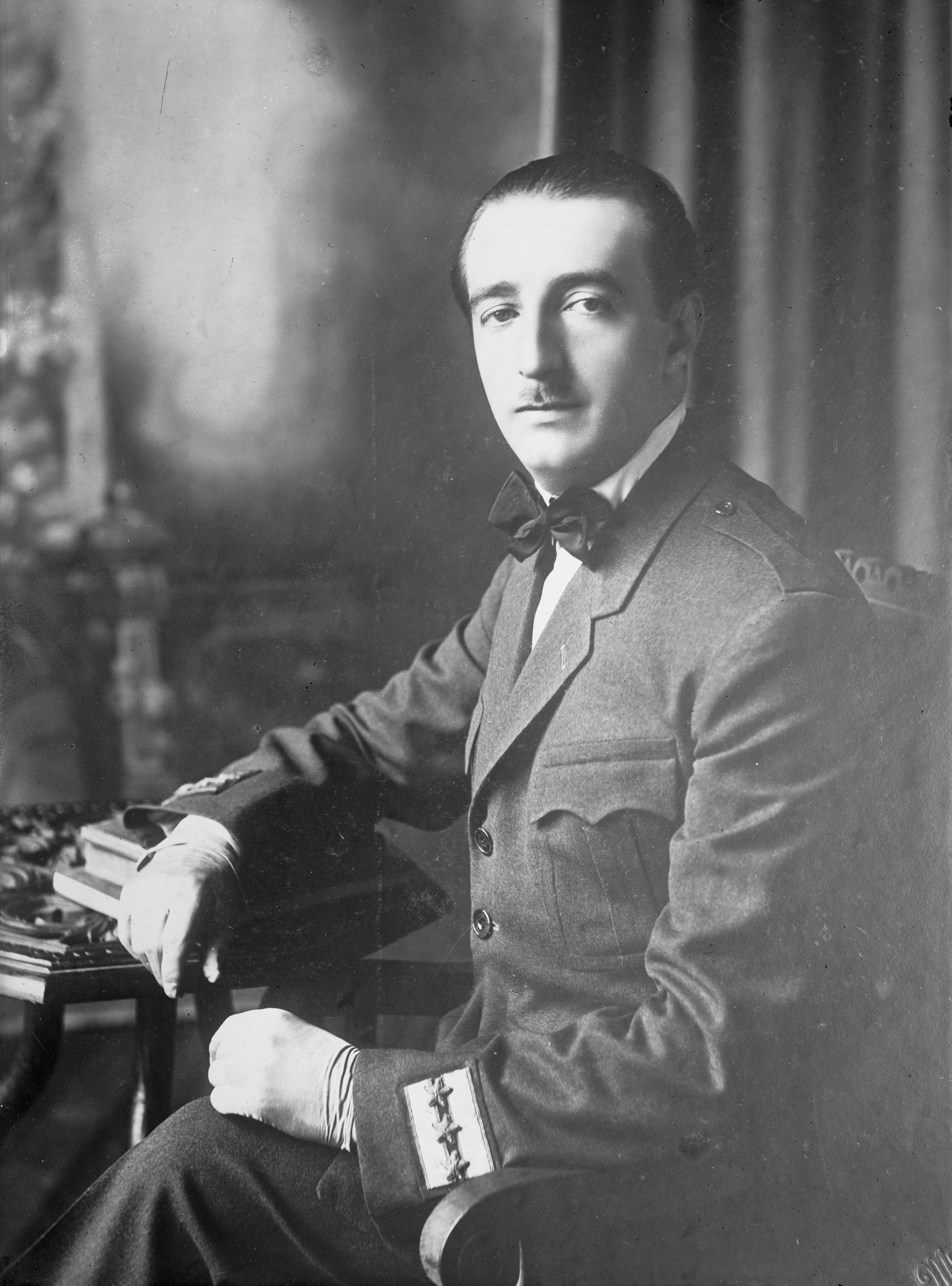
Zog I van Albanië
9 april

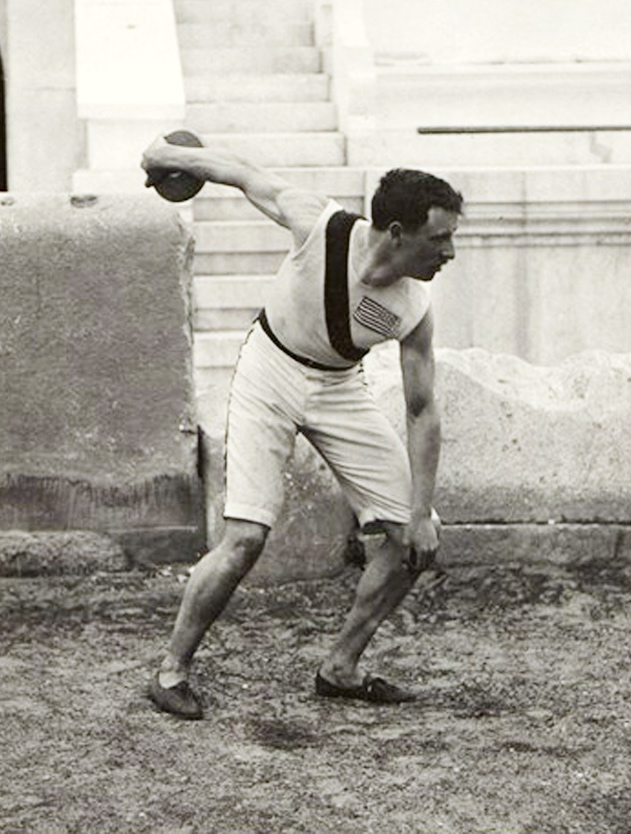
Bob Garrett
25 april

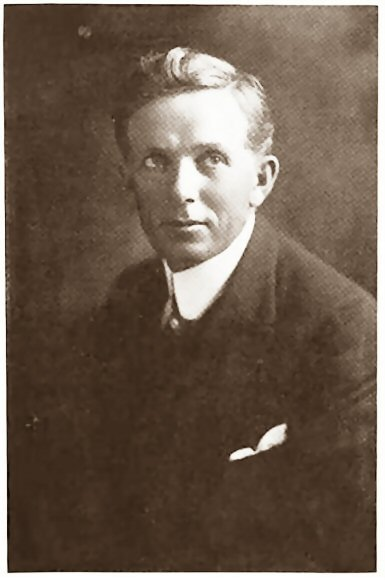
George Melford
25 april

| 1 | 2 | 3 | 4 | 5 | 6 | 7 | 8 | 9 | 10 | 11 | 12 | 13 | 14 | 15 | 16 | 17 | 18 | 19 | 20 | 21 | 22 | 23 | 24 | 25 | 26 | 27 | 28 | 29 | 30 |
| - | - | - | - | - | - | - | - | - | -- | -- | -- | -- | -- | -- | -- | -- | -- | -- | -- | -- | -- | -- | -- | -- | -- | -- | -- | -- | -- |

### 1 april
- Fernand Coppieters de ter Zaele (66), Belgisch burgemeester

### 2 april
- August Defresne (67), Nederlands schrijver en regisseur
- Wallingford Riegger (75), Amerikaans componist

### 3 april
- Eliseo Mouriño (33), Argentijns voetballer

### 6 april
- Jules Bordet (90), Belgisch bioloog en Nobelprijswinnaar
- Adrianus Johannes Dresmé (84), Nederlands beeldhouwer
- Knut Lindberg (79), Zweeds atleet

### 7 april
- Vanessa Bell (80), Brits kunstschilderes
- Jesús Guridi (74), Spaans componist
- Hubert Ritzenhofen (80), Nederlands kunstschilder

### 8 april
- Dorus Arts (59), Nederlands kunstschilder
- Maria Annunziata van Oostenrijk (84), lid Oostenrijkse adel
- Raymond Rosier (37), Belgisch atleet

### 9 april
- Jacobus Sterkens (71), Nederlands burgemeester
- Zog I (65), president en koning van Albanië

### 10 april
- Georges de Schaetzen van Brienen (74), Belgisch politicus

### 11 april
- Francis de Bourguignon (70), Belgisch componist
- Henri Dupont (71), Belgisch kunstschilder

### 12 april
- Han Jelinger (65), Nederlands kunstenaar

### 13 april
- Marie Fikáčková (24), Tsjechisch moordenares

### 15 april
- Matthijs Hage (78), Nederlands kunstschilder

### 16 april
- Martien Houtkooper (69), Nederlands voetballer

### 19 april
- Max Hainle (79), Duits zwemmer
- Herman van der Kloot Meijburg (85), Nederlands architect

### 22 april
- Jozef Muls (78), Belgisch letterkundige en kunsthistoricus

### 24 april
- Piet van der Hem (75), Nederlands kunstenaar

### 25 april
- Klaas Breeuwer (59), Nederlands voetballer
- Bob Garrett (85), Amerikaans atleet
- George Melford (84), Amerikaans acteur en regisseur

### 26 april
- Hari Singh (65), maharadja van Jammu en Kasjmir
- Gustav Ucicky (61), Oostenrijks filmregisseur

### 27 april
- Roy Del Ruth (67), Amerikaans filmregisseur

### 30 april
- Dickie Dale (34), Brits motorcoureur
- Jan De Bie (68), Belgisch voetballer

## Mei

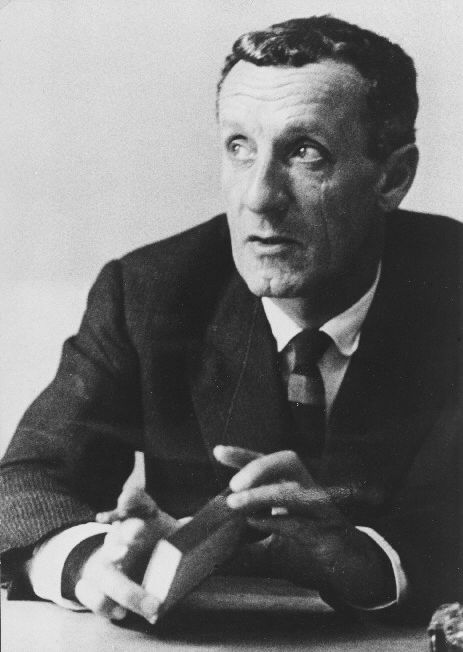
Maurice Merleau-Ponty
3 mei

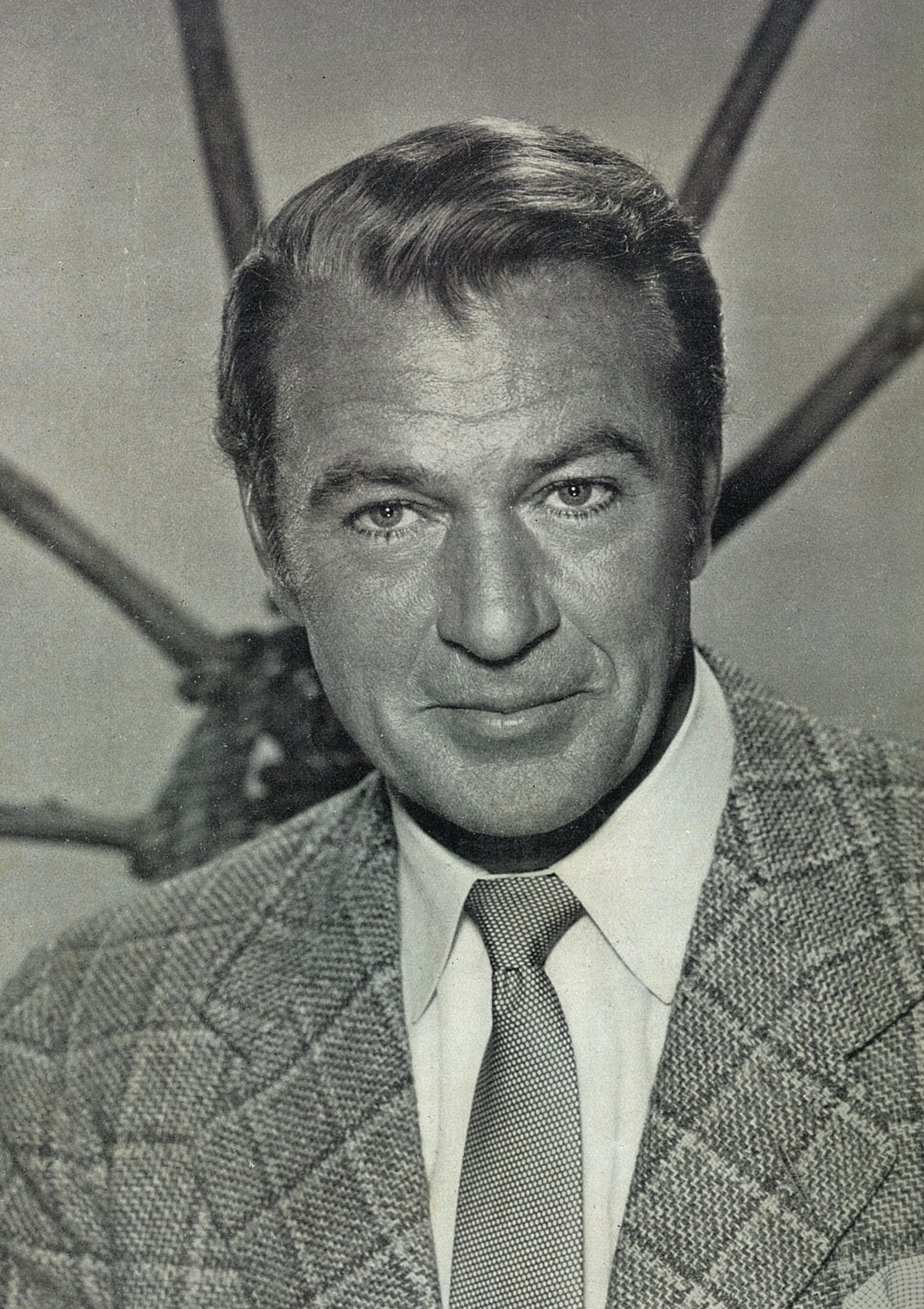
Gary Cooper
13 mei

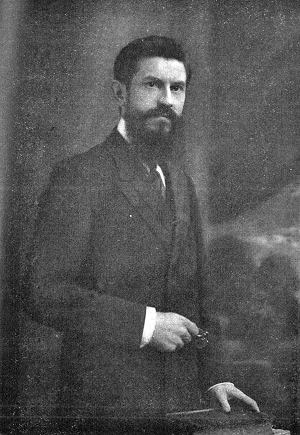
Frans Van Cauwelaert
17 mei

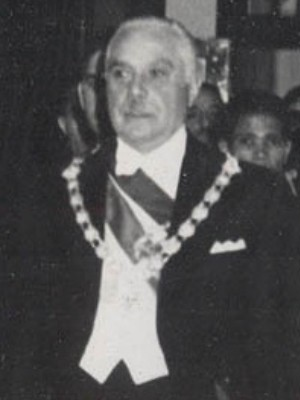
Rafael Trujillo
30 mei

| 1 | 2 | 3 | 4 | 5 | 6 | 7 | 8 | 9 | 10 | 11 | 12 | 13 | 14 | 15 | 16 | 17 | 18 | 19 | 20 | 21 | 22 | 23 | 24 | 25 | 26 | 27 | 28 | 29 | 30 | 31 |
| - | - | - | - | - | - | - | - | - | -- | -- | -- | -- | -- | -- | -- | -- | -- | -- | -- | -- | -- | -- | -- | -- | -- | -- | -- | -- | -- | -- |

### 1 mei
- Emiel De Pauw (81), Belgisch burgemeester

### 3 mei
- Maurice Merleau-Ponty (53), Frans filosoof

### 4 mei
- Jan Hengeveld (66), Nederlands touwtrekker

### 5 mei
- Alessandro Fantini (29), Italiaans wielrenner

### 6 mei
- Gerrit de Blanken (66), Nederlands keramist
- Pieter Boeles (87), Nederlands historicus

### 7 mei
- Jakob Kaiser (73), Duits politicus

### 8 mei
- Kai Nielsen (61), Deens componist

### 10 mei
- Roger De Looze (38), Belgisch politicus
- Jan Grijseels sr. (70), Nederlands atleet
- Hendrik Jan Mulder (61), Nederlands militair

### 12 mei
- Tony Bettenhausen (44), Amerikaans autocoureur
- Hilmar Cecco (24), Duits motorcoureur
- Vincenz Müller (66), Oost-Duits politicus

### 13 mei
- Gary Cooper (60), Amerikaans acteur

### 14 mei
- James L. Farmer (74), Amerikaans schrijver en theoloog

### 17 mei
- Frans Van Cauwelaert (81), Belgisch politicus
- Johan Vos (66), Nederlands dammer

### 20 mei
- Johann Alsbach (88), Nederlands muziekuitgever
- Josef Priller (45), Duits militair

### 24 mei
- Leon Ernest Deltenre (65), Belgisch politicus

### 27 mei
- Annie Forsyth Wyatt (76), Australische activiste, ecologiste en Rode Kruis-medewerkster

### 29 mei
- Uuno Klami (60), Fins componist

### 30 mei
- Rafael Trujillo (69), president van de Dominicaanse Republiek

## Juni

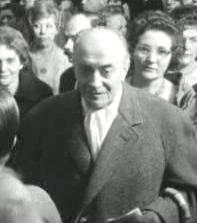
Paul Huf
2 juni

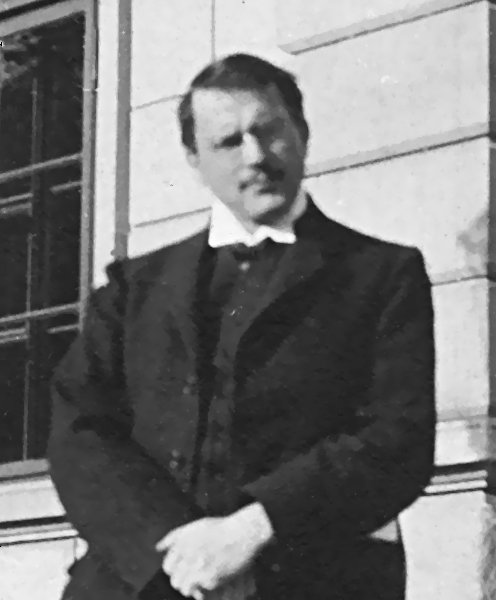
Carl Gustav Jung
6 juni

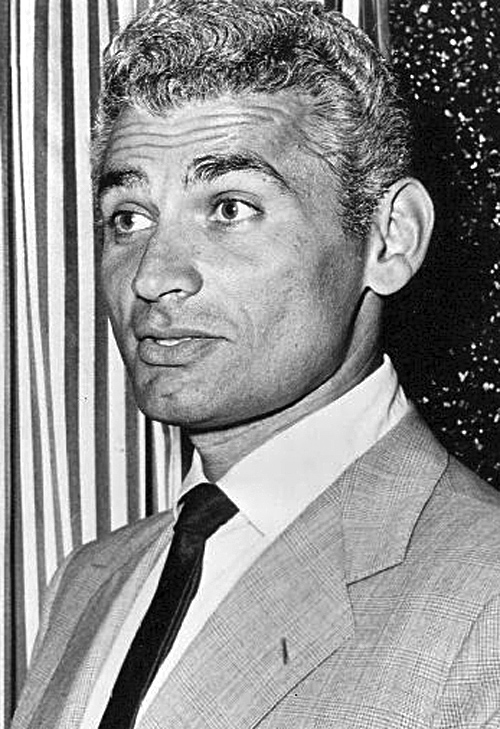
Jeff Chandler
17 juni

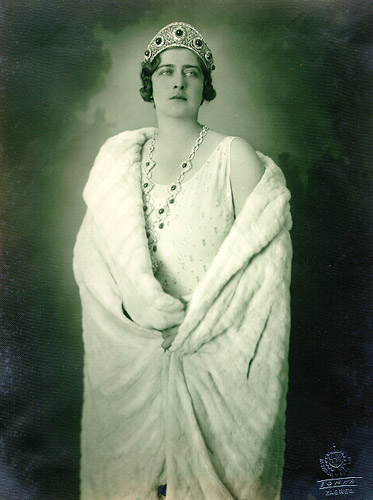
Marie van Roemenië
22 juni

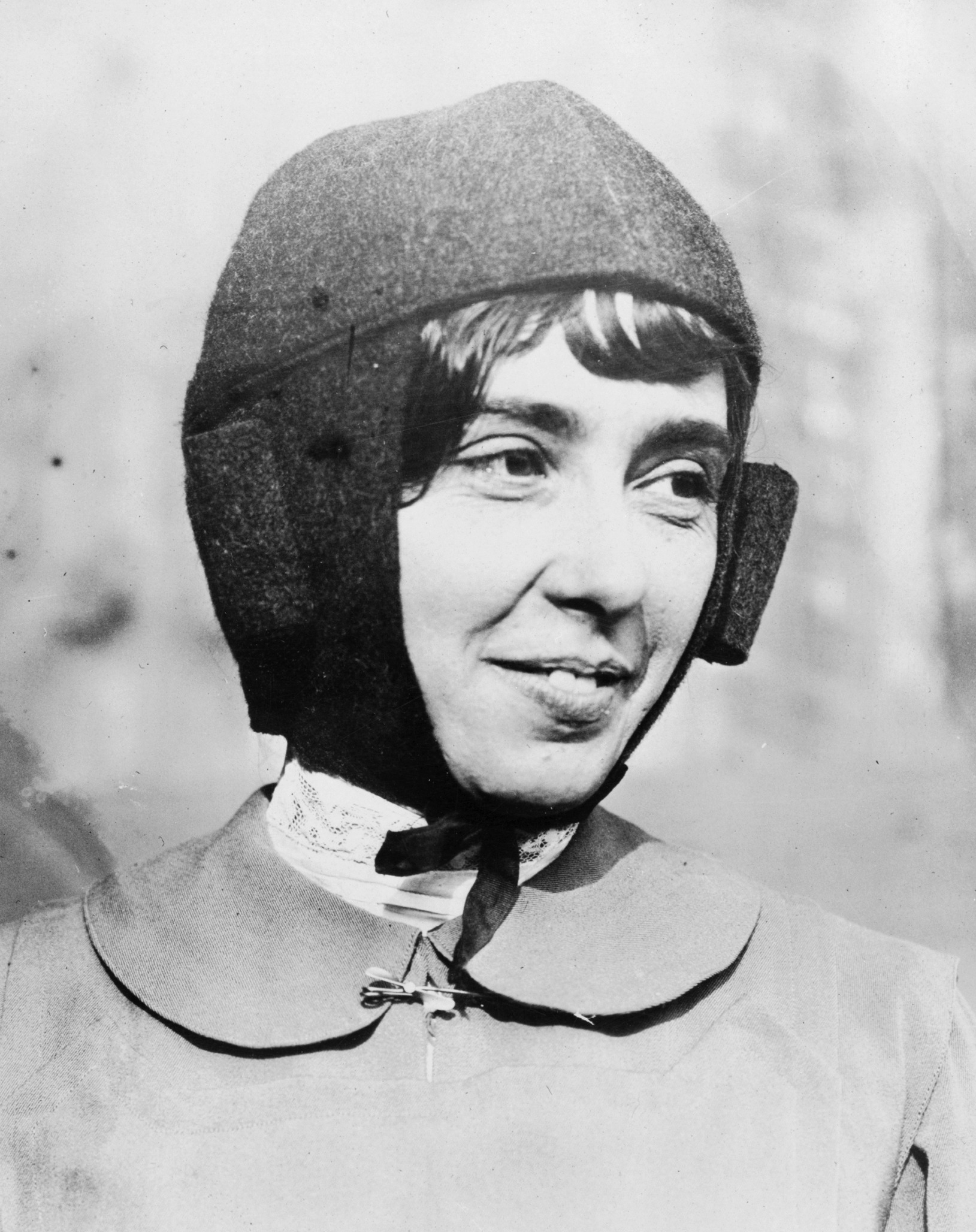
Hélène Dutrieu
26 juni

| 1 | 2 | 3 | 4 | 5 | 6 | 7 | 8 | 9 | 10 | 11 | 12 | 13 | 14 | 15 | 16 | 17 | 18 | 19 | 20 | 21 | 22 | 23 | 24 | 25 | 26 | 27 | 28 | 29 | 30 |
| - | - | - | - | - | - | - | - | - | -- | -- | -- | -- | -- | -- | -- | -- | -- | -- | -- | -- | -- | -- | -- | -- | -- | -- | -- | -- | -- |

### 1 juni
- Prosper De Troyer (80), Belgisch kunstschilder
- Melvin Jones (82), Amerikaans ondernemer

### 2 juni
- Paul Huf (70), Nederlands acteur
- George S. Kaufman (71), Amerikaans toneelschrijver

### 3 juni
- Rinus Bijl (47), Nederlands voetballer en voetbalcoach

### 4 juni
- Viktor Adolf van Bentheim en Steinfurt (77), lid Duitse adel

### 5 juni
- Ludwik Fleck (64), Pools immunoloog
- William Makram Ebeid (71), Egyptisch politicus

### 6 juni
- Carl Gustav Jung (85), Zwitsers psycholoog
- Ioannis Theotokis (81), Grieks politicus

### 7 juni
- Gerard Steurs (59), Belgisch atleet

### 8 juni
- Gerrit van Burink (69), Nederlands collaborateur

### 9 juni
- Toni Ebel (80), Duitse transvrouw en kunstenares

### 10 juni
- Roger Mattot (67), Belgisch politicus

### 11 juni
- Martin Coenders (67), Nederlands burgemeester
- Dirk Wouda (81), Nederlands architect

### 12 juni
- Marie Lambert (26), Zwitsers motorcoureur
- Anton Maurer (80), Oostenrijks componist

### 14 juni
- Antoon Derkzen van Angeren (83), Nederlands kunstenaar

### 15 juni
- Giulio Cabianca (38), Italiaans autocoureur

### 16 juni
- Ralph Rensen (28), Brits motorcoureur

### 17 juni
- Jeff Chandler (42), Amerikaans acteur

### 21 juni
- Walter Marciano (29), Braziliaans voetballer

### 22 juni
- Marie van Roemenië (61), Roemeens prinses, koningin van Joegoslavië

### 23 juni
- Walter Melzer (66), Duits militair

### 24 juni
- George Washington Vanderbilt III (47), Amerikaans zeiler

### 25 juni
- Mary Blathwayt (82), Britse feministe en suffragette

### 26 juni
- Hélène Dutrieu (84), Belgisch vliegpionier
- Salomon Jean René de Monchy (81), Nederlands burgemeester

### 28 juni
- Pedro Tuazon (76), Filipijns jurist en politicus

### 30 juni
- Lee De Forest (87), Amerikaans uitvinder
- Zuster Maria-Jozefa (77), Belgisch pedagoge en dichteres
- Frans van Noorden (74), Nederlands kunstenaar
- Walter Smith (67), Nederlands regisseur en acteur

## Juli

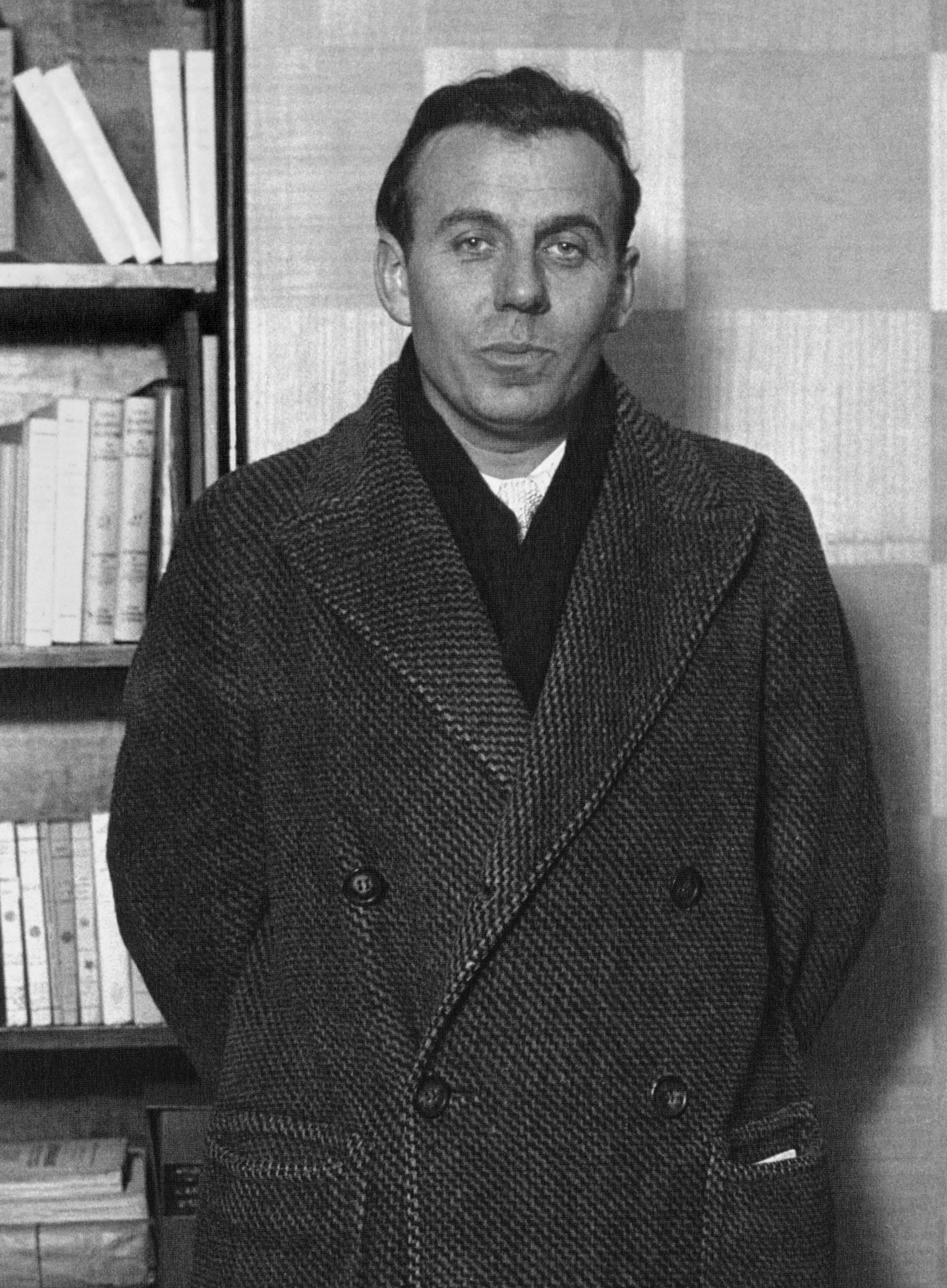
Louis-Ferdinand Céline
1 juli

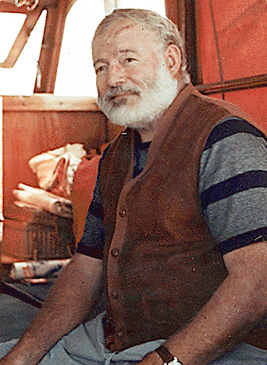
Ernest Hemingway
2 juli

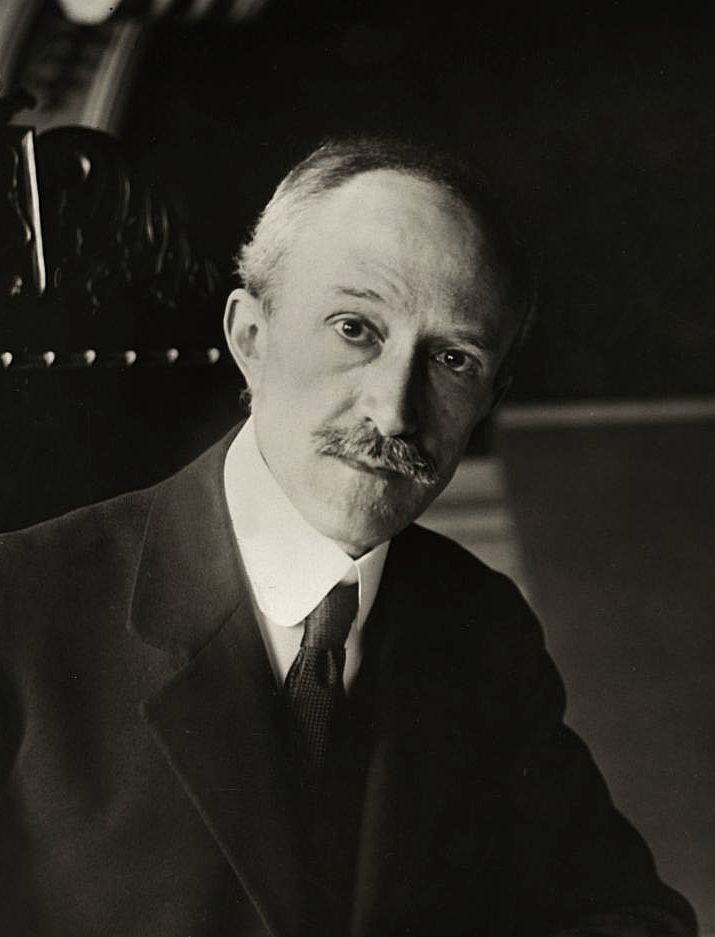
J.A.N. Patijn
13 juli

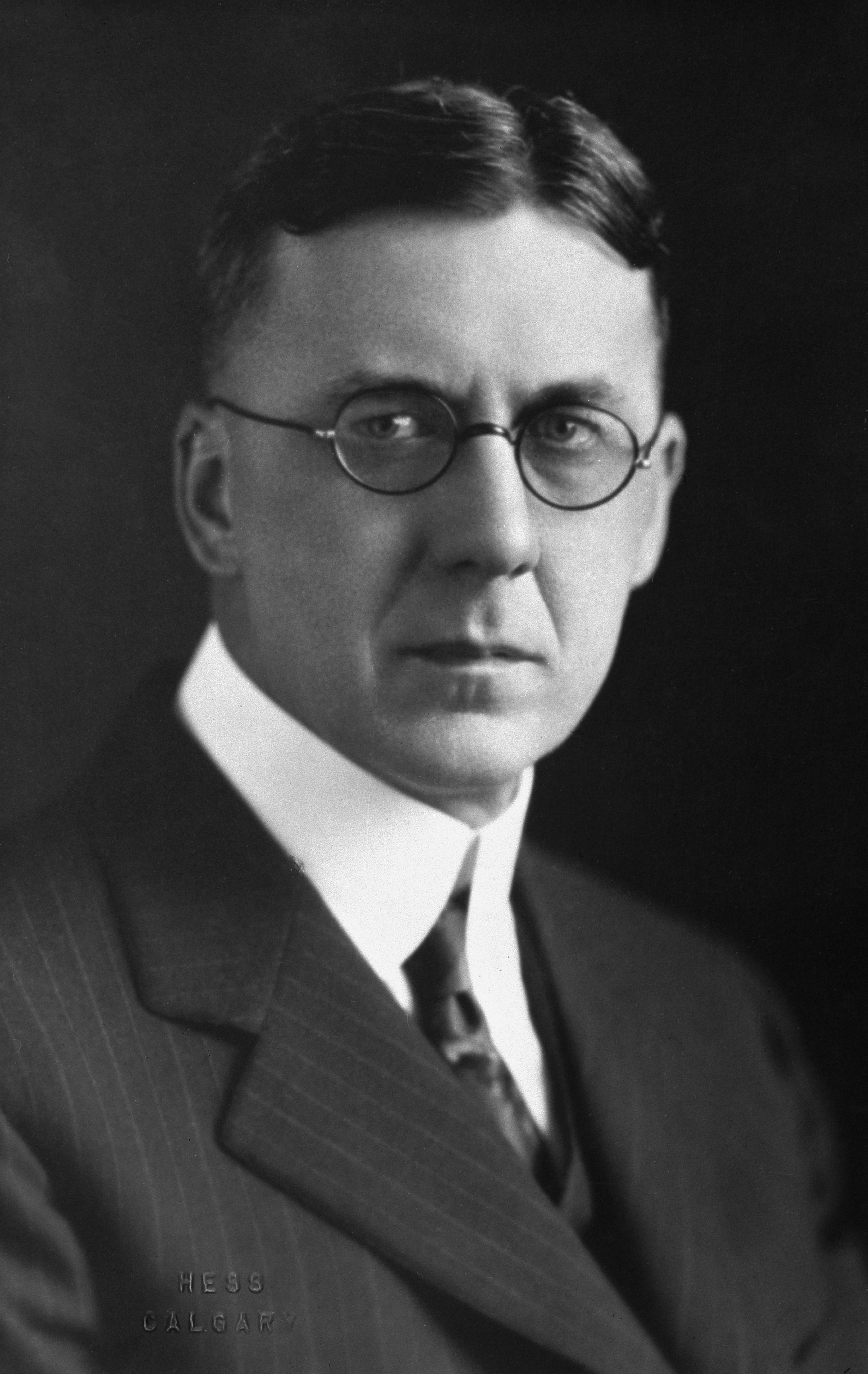
John Edward Brownlee
15 juli

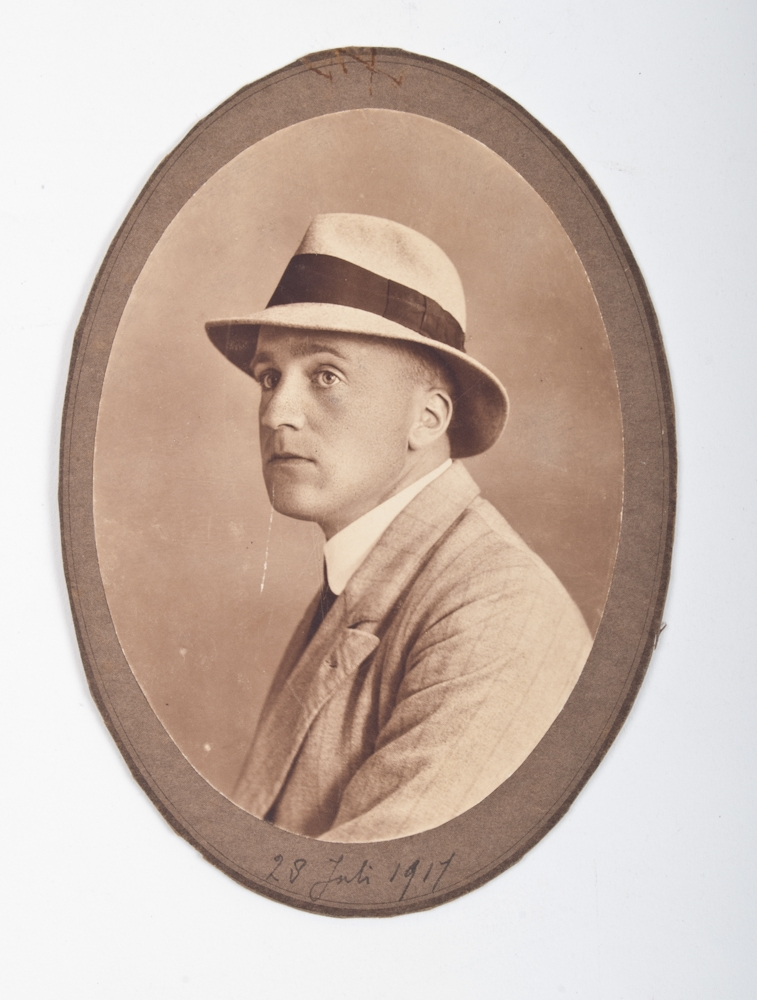
Nescio
25 juli

| 1 | 2 | 3 | 4 | 5 | 6 | 7 | 8 | 9 | 10 | 11 | 12 | 13 | 14 | 15 | 16 | 17 | 18 | 19 | 20 | 21 | 22 | 23 | 24 | 25 | 26 | 27 | 28 | 29 | 30 | 31 |
| - | - | - | - | - | - | - | - | - | -- | -- | -- | -- | -- | -- | -- | -- | -- | -- | -- | -- | -- | -- | -- | -- | -- | -- | -- | -- | -- | -- |

### 1 juli
- Louis-Ferdinand Céline (67), Frans schrijver
- André de Ridder (72), Belgisch schrijver en dichter

### 2 juli
- Paul Heine (61), Belgisch politicus
- Ernest Hemingway (61), Amerikaans schrijver

### 3 juli
- Jean Lekeux (67), Belgisch politicus

### 4 juli
- Max Breunig (72), Duits voetballer

### 6 juli
- Konstantinos Logothetopoulos (83), Grieks politicus
- Scott LaFaro (25), Amerikaans jazzmusicus

### 11 juli
- Paul Tschoffen (83), Belgisch politicus

### 13 juli
- Jacob Adriaan Nicolaas Patijn (88), Nederlands politicus

### 15 juli
- Anselmo Alliegro (61), Cubaans politicus
- John Edward Brownlee (76), Canadees politicus

### 16 juli
- José María Martín Domingo (74), Spaans componist

### 19 juli
- Klaas Schipper (50), Nederlands voetbalscheidsrechter

### 20 juli
- Rudi Hornecker (59), Duits cineast

### 23 juli
- Gerrit Horsten (61), Nederlands voetballer en voetbaltrainer

### 25 juli
- Nescio (79), Nederlands schrijver

### 27 juli
- Ragnar Melén (66), Zweeds atleet

### 29 juli
- José Storie (62), Belgisch kunstschilder
- Firmin Van Hecke (76), Belgisch schrijver

### 30 juli
- Domenico Tardini (73), Italiaans kardinaal

### 31 juli
- Paul Deman (72), Belgisch wielrenner

## Augustus

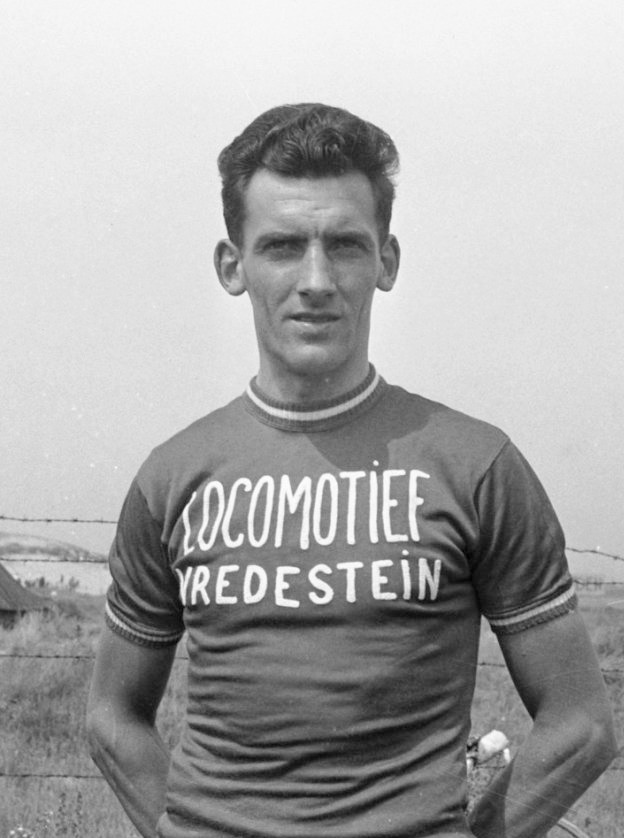
Adri Voorting
1 augustus

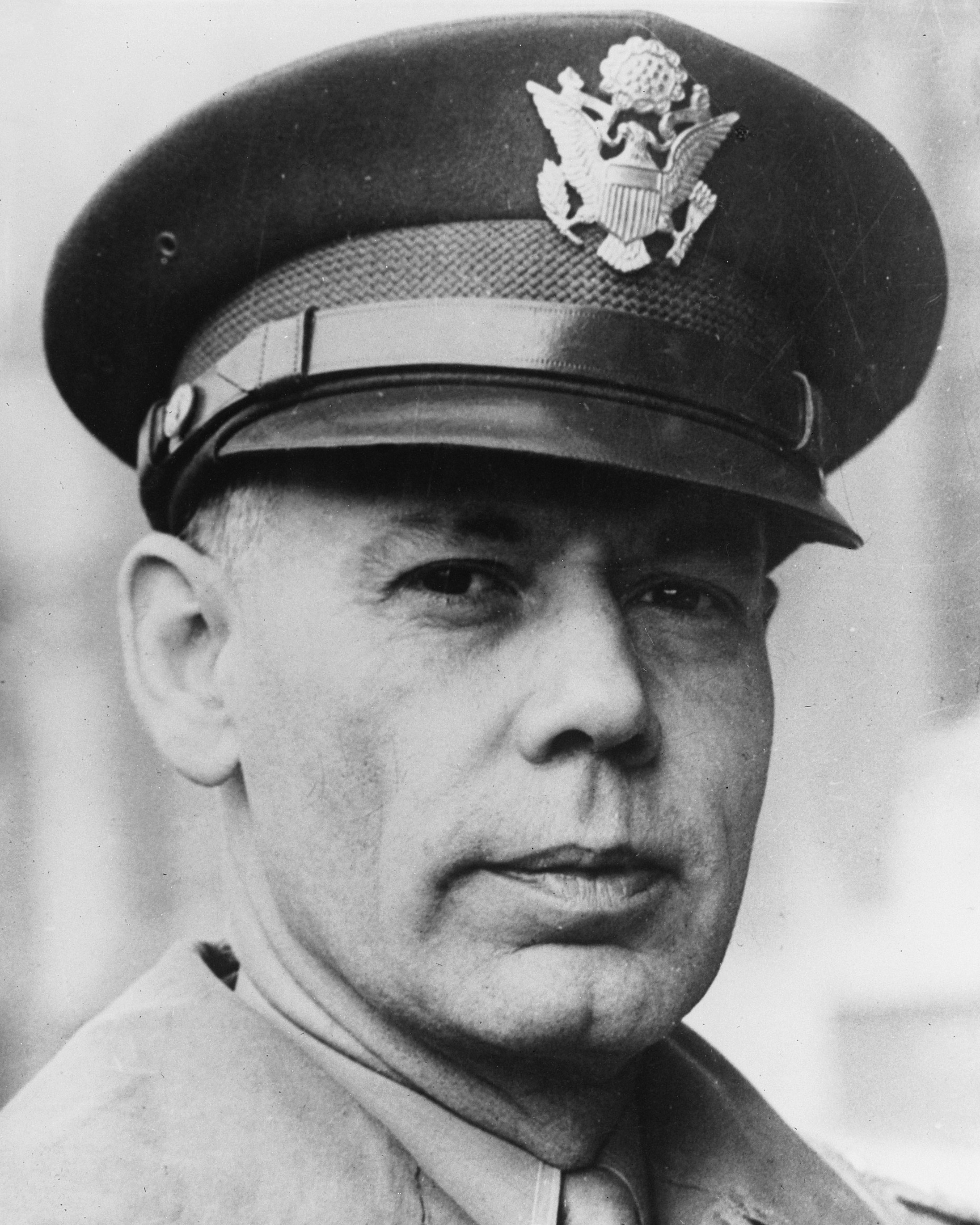
Walter Bedell Smith
9 augustus

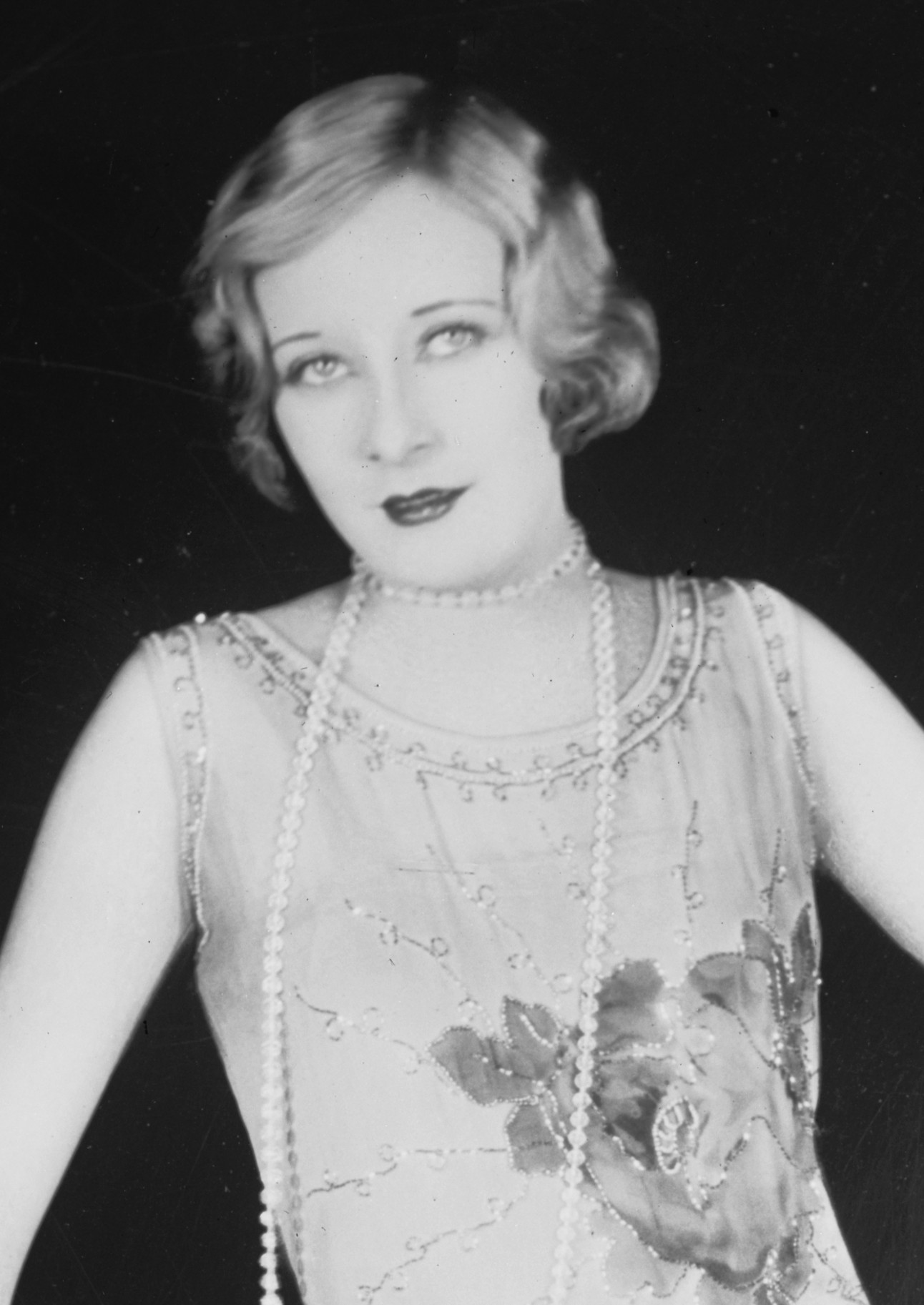
Gwen Lee
20 augustus

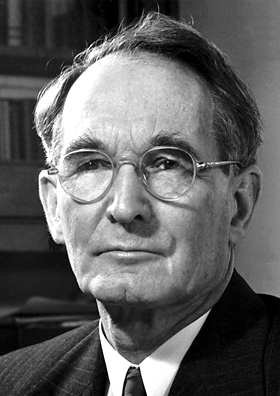
Percy Williams Bridgman
20 augustus

| 1 | 2 | 3 | 4 | 5 | 6 | 7 | 8 | 9 | 10 | 11 | 12 | 13 | 14 | 15 | 16 | 17 | 18 | 19 | 20 | 21 | 22 | 23 | 24 | 25 | 26 | 27 | 28 | 29 | 30 | 31 |
| - | - | - | - | - | - | - | - | - | -- | -- | -- | -- | -- | -- | -- | -- | -- | -- | -- | -- | -- | -- | -- | -- | -- | -- | -- | -- | -- | -- |

### 1 augustus
- Adri Voorting (30), Nederlands wielrenner

### 3 augustus
- Nicola Canali (87), Italiaans kardinaal

### 4 augustus
- Zoltán Tildy (71), Hongaars politicus
- Maurice Tourneur (85), Frans filmregisseur

### 6 augustus
- Jozef Van Roey (87), Belgisch kardinaal

### 7 augustus
- Jakob Savinšek (39), Sloveens beeldhouwer
- Lodewijk Duymaer van Twist (95), Nederlands militair en politicus

### 9 augustus
- Walter Bedell Smith (65), Amerikaans militair

### 11 augustus
- Ion Barbu (66), Roemeens dichter

### 14 augustus
- Clark Ashton Smith (68), Amerikaans schrijver

### 15 augustus
- Rudolf Kummerer (77), Tsjechisch componist en dirigent
- Willie Macfarlane (71), Brits golfer

### 17 augustus
- Ferdinand Payan (91), Frans wielrenner
- Jakob Savinšek (39), Joegoslavisch beeldhouwer

### 19 augustus
- Ettore Meini (58), Italiaans wielrenner
- Ladislas Segers (70), Belgisch geestelijke en schrijver

### 20 augustus
- Gwen Lee (56), Amerikaans actrice
- Percy Williams Bridgman (79), Amerikaans natuurkundige

### 23 augustus
- Martin Sæterhaug (79), Noors schaatser

### 24 augustus
- Maurice Servais (77), Belgisch politicus
- Kees Smout (85), Nederlands beeldhouwer

### 25 augustus
- Morris William Travers (89), Brits scheikundige

### 27 augustus
- Hermann Becker-Freyseng (51), Duits medicus

## September

Charles King
4 september

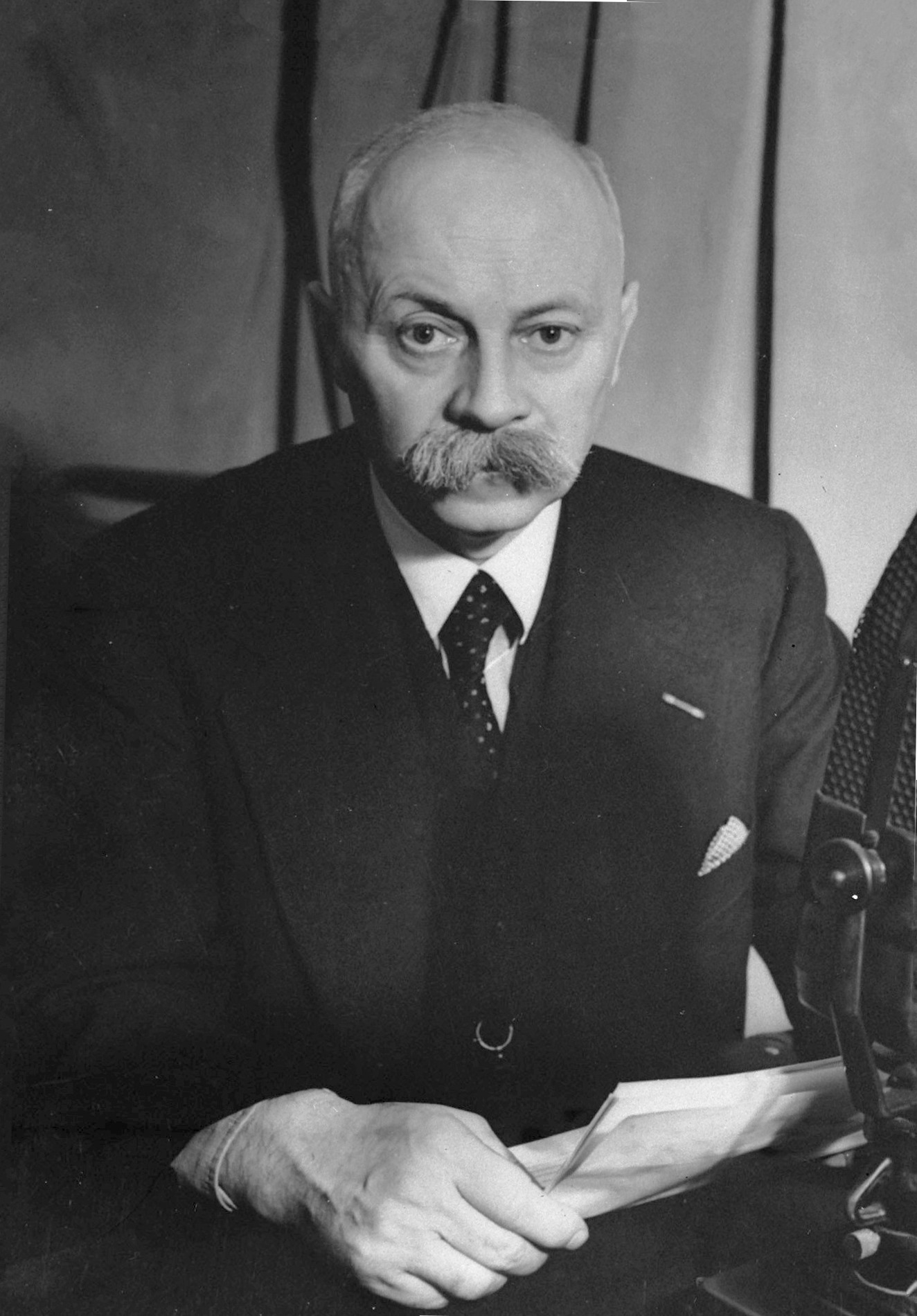
Pieter S. Gerbrandy
7 september

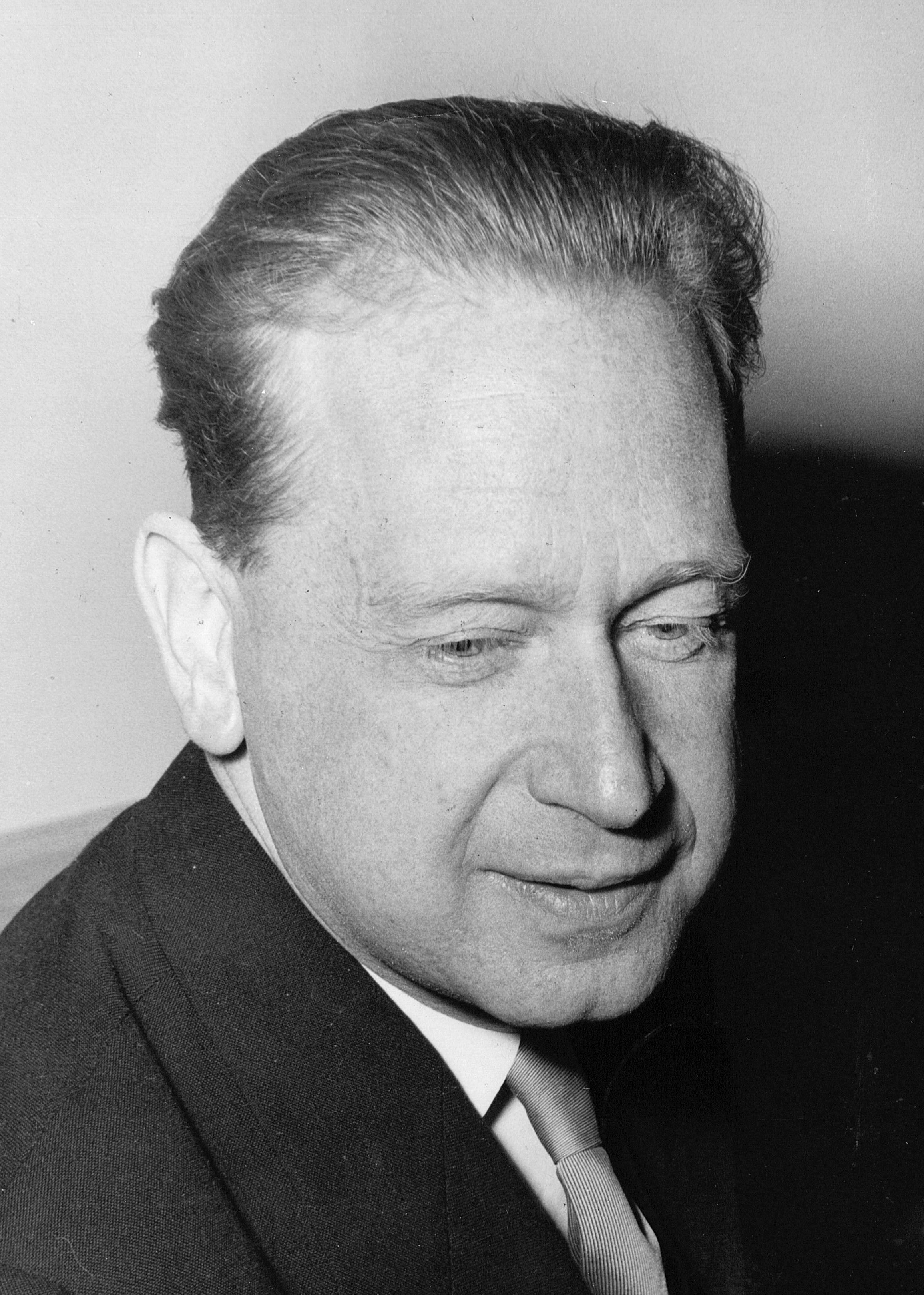
Dag Hammarskjöld
18 september

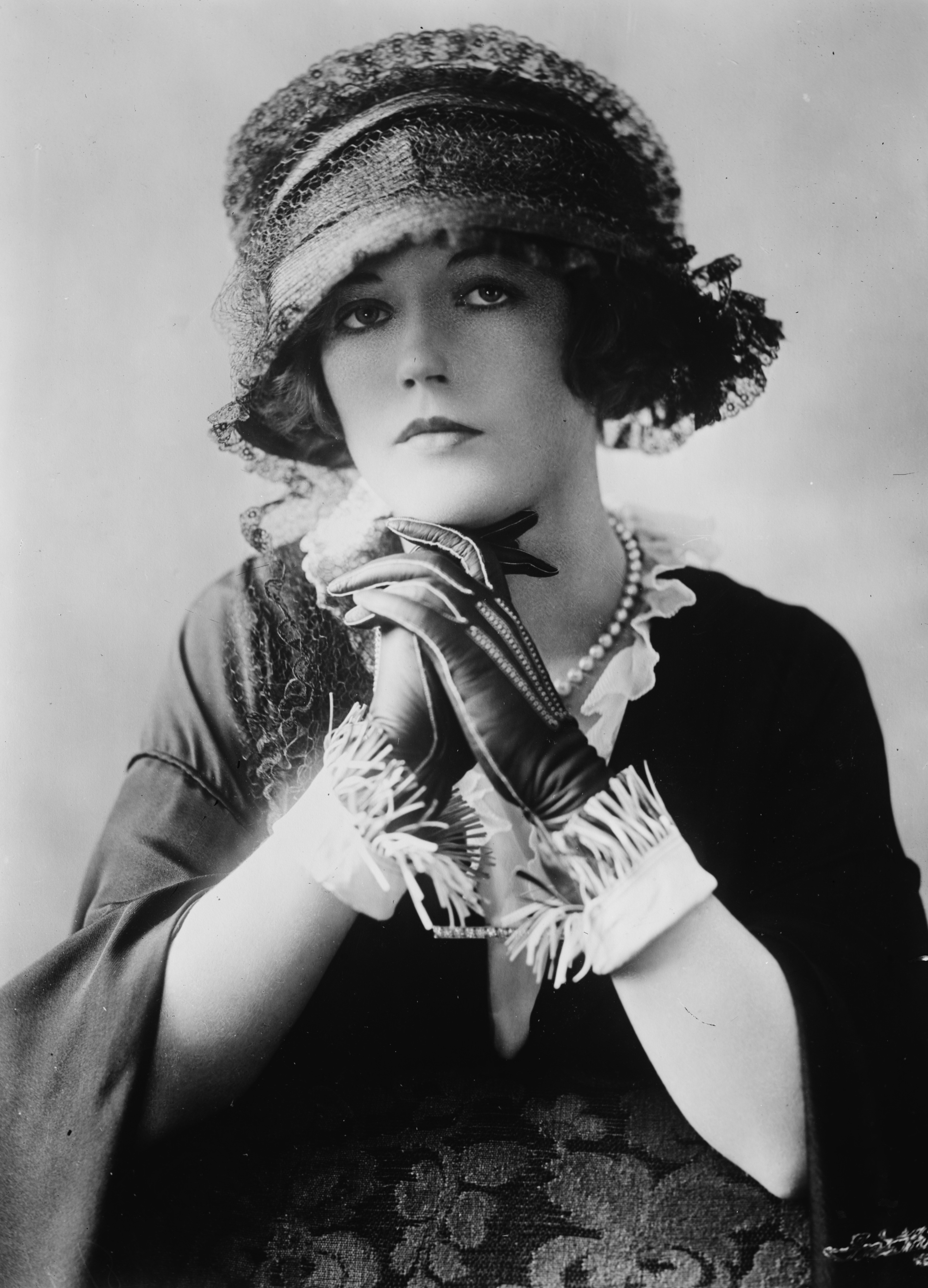
Marion Davies
23 september

| 1 | 2 | 3 | 4 | 5 | 6 | 7 | 8 | 9 | 10 | 11 | 12 | 13 | 14 | 15 | 16 | 17 | 18 | 19 | 20 | 21 | 22 | 23 | 24 | 25 | 26 | 27 | 28 | 29 | 30 |
| - | - | - | - | - | - | - | - | - | -- | -- | -- | -- | -- | -- | -- | -- | -- | -- | -- | -- | -- | -- | -- | -- | -- | -- | -- | -- | -- |

### 1 september
- Aart Hendrik Willem Hacke (68), Nederlands politicus
- Eero Saarinen (51), Fins-Amerikaans architect
- Sam Wadsworth (64), Engels voetballer en voetbaltrainer

### 4 september
- Charles King (90), president van Liberia

### 5 september
- Nell Galvin (73 of 74), Iers viool- en concertina-speler

### 7 september
- Pieter Sjoerds Gerbrandy (76), Nederlands politicus

### 8 september
- Jan Rebel (76), Nederlands architect

### 9 september
- David Webster (39), Amerikaans schrijver en journalist

### 10 september
- Wolfgang Graf Berghe von Trips (33), Duits autocoureur
- Leo Carrillo (80), Amerikaans acteur

### 17 september
- Adnan Menderes (62), Turks politicus

### 18 september
- Dag Hammarskjöld (56), Zweeds diplomaat
- Oreste Pinto (71), Nederlands spion

### 19 september
- Nikita Najdenov (69), Russisch schaatser
- Pieter Tesch (82), Nederlands geoloog

### 20 september
- Andrzej Munk (39), Pools filmregisseur

### 21 september
- A.R. Wittop Koning (83), Nederlands architect

### 23 september
- Marion Davies (64), Amerikaans actrice

### 25 september
- Frank Fay (69), Amerikaans acteur

### 26 september
- Willem de Jager (63), Nederlands reddingswerker
- Vilém Kyral (52), Tsjechisch componist

### 27 september
- H.D. (75), Amerikaans dichteres en schrijfster
- Simon de Vries Czn (92), Nederlands politicus

## Oktober

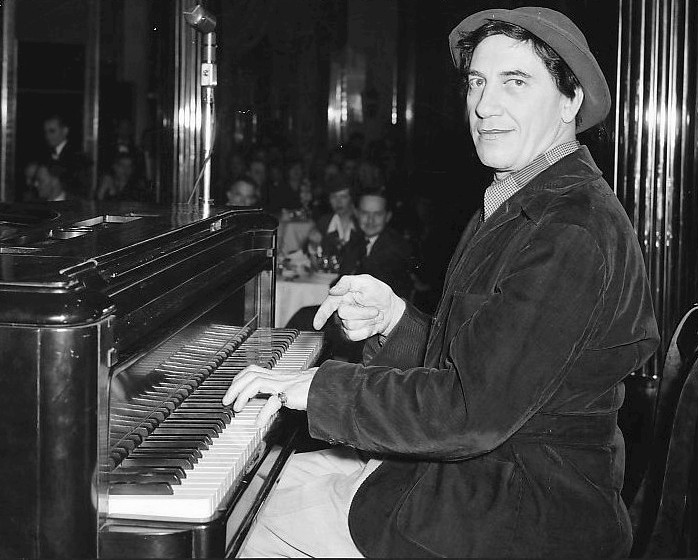
Chico Marx
11 oktober

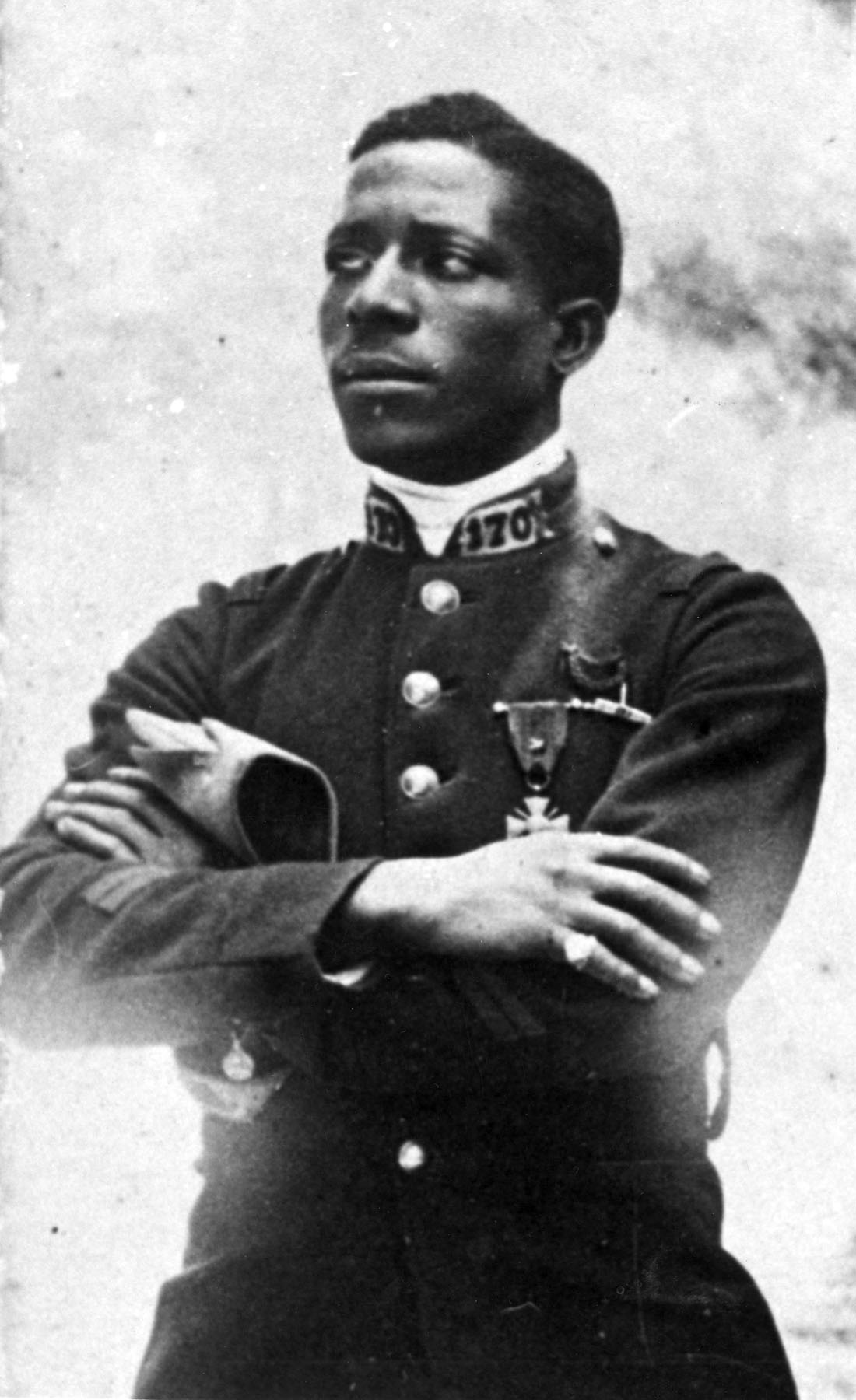
Eugene Bullard
12 oktober

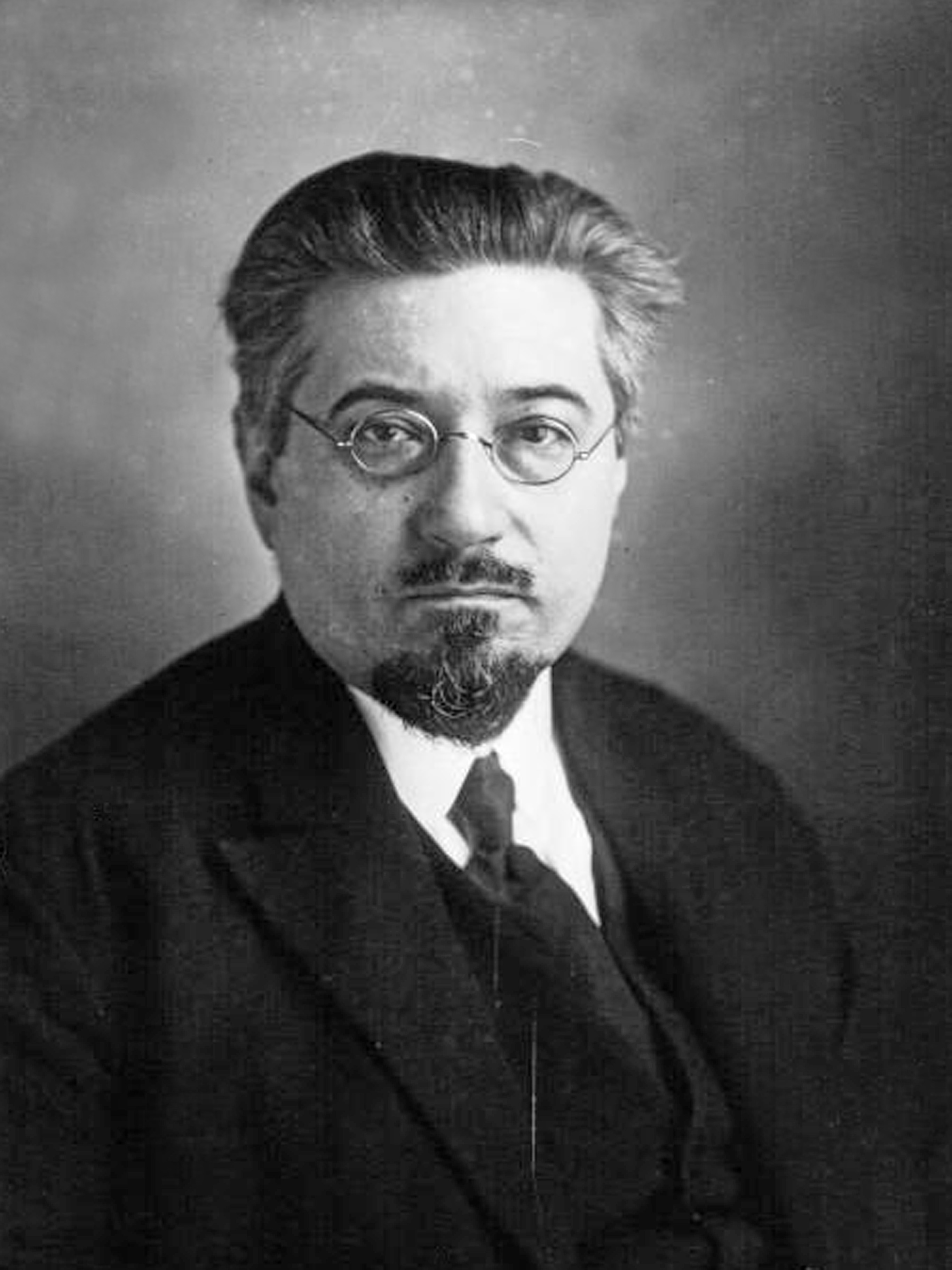
Paul Ramadier
14 oktober

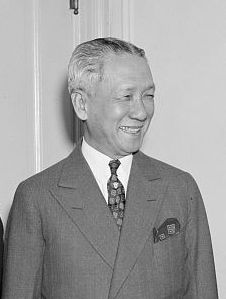
Sergio Osmeña
19 oktober

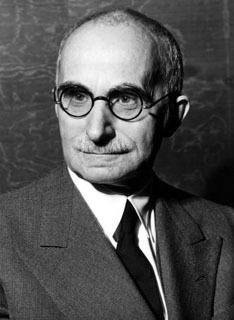
Luigi Einaudi
30 oktober

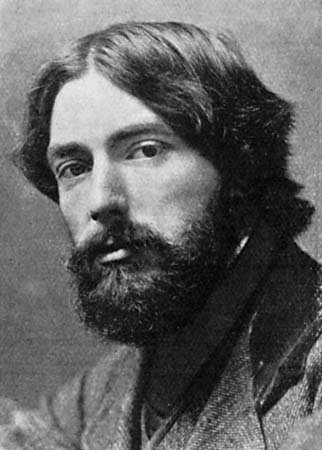
Augustus John
31 oktober

| 1 | 2 | 3 | 4 | 5 | 6 | 7 | 8 | 9 | 10 | 11 | 12 | 13 | 14 | 15 | 16 | 17 | 18 | 19 | 20 | 21 | 22 | 23 | 24 | 25 | 26 | 27 | 28 | 29 | 30 | 31 |
| - | - | - | - | - | - | - | - | - | -- | -- | -- | -- | -- | -- | -- | -- | -- | -- | -- | -- | -- | -- | -- | -- | -- | -- | -- | -- | -- | -- |

### 2 oktober
- Edna Gladney (75), Amerikaans activist

### 3 oktober
- Anne Grimdalen (61), Noors beeldhouwer
- József Grősz (73), Hongaars geestelijke

### 4 oktober
- Jan Peters (52), Nederlands filosoof
- Max Weber (80), Pools-Amerikaans kunstenaar

### 8 oktober
- Louis Grootjans (71), Belgisch politicus

### 11 oktober
- Dagmar van Denemarken (71), Deens prinses
- Chico Marx (74), Amerikaans komiek

### 12 oktober
- Eugene Bullard (67), Amerikaans militair

### 13 oktober
- Louis Rwagasore (29), Burundees politicus

### 14 oktober
- Jules Lippens (67), Belgisch architect
- Paul Ramadier (73), Frans politicus

### 17 oktober
- Félix Romain (61), Belgisch politicus

### 18 oktober
- Jan Berger (65), Nederlands vakbondsbestuurder
- Benjamin Merkelbach (60), Nederlands architect
- Rodolphe Rubattel (65), Zwitsers politicus

### 19 oktober
- Jan Buijs (72), Nederlands architect
- Joseph Clays (68), Belgisch politicus
- Louis Gob (75), Belgisch politicus
- Sergio Osmeña (83), president van de Filipijnen
- Franciscus van Ostaden (64), Nederlands schrijver
- Josine Reuling (62), Nederlands schrijver

### 20 oktober
- Carel van Wankum (65), Nederlands roeier

### 21 oktober
- Willem Bijlefeld (67), Nederlands architect

### 22 oktober
- Joseph M. Schenck (82), Russisch-Amerikaans filmproducent
- Aloys Van de Vyvere (90), Belgisch politicus

### 24 oktober
- Leon Goldensohn (50), Amerikaans psychiater

### 27 oktober
- Jean Lenglet (72), Nederlandse journalist, schrijver en verzetsstrijder

### 29 oktober
- Adriaan Blaauboer (55), Nederlands bestuurder
- Bernard Capelle (77), Belgisch geestelijke
- Tiny Sandford (67), Amerikaans acteur

### 30 oktober
- Luigi Einaudi (87), president van Italië

### 31 oktober
- Alberto Chividini (54), Argentijns voetballer
- Augustus John (83), Brits kunstschilder
- Cayetano Ordóñez (57), Spaans stierenvechter

## November

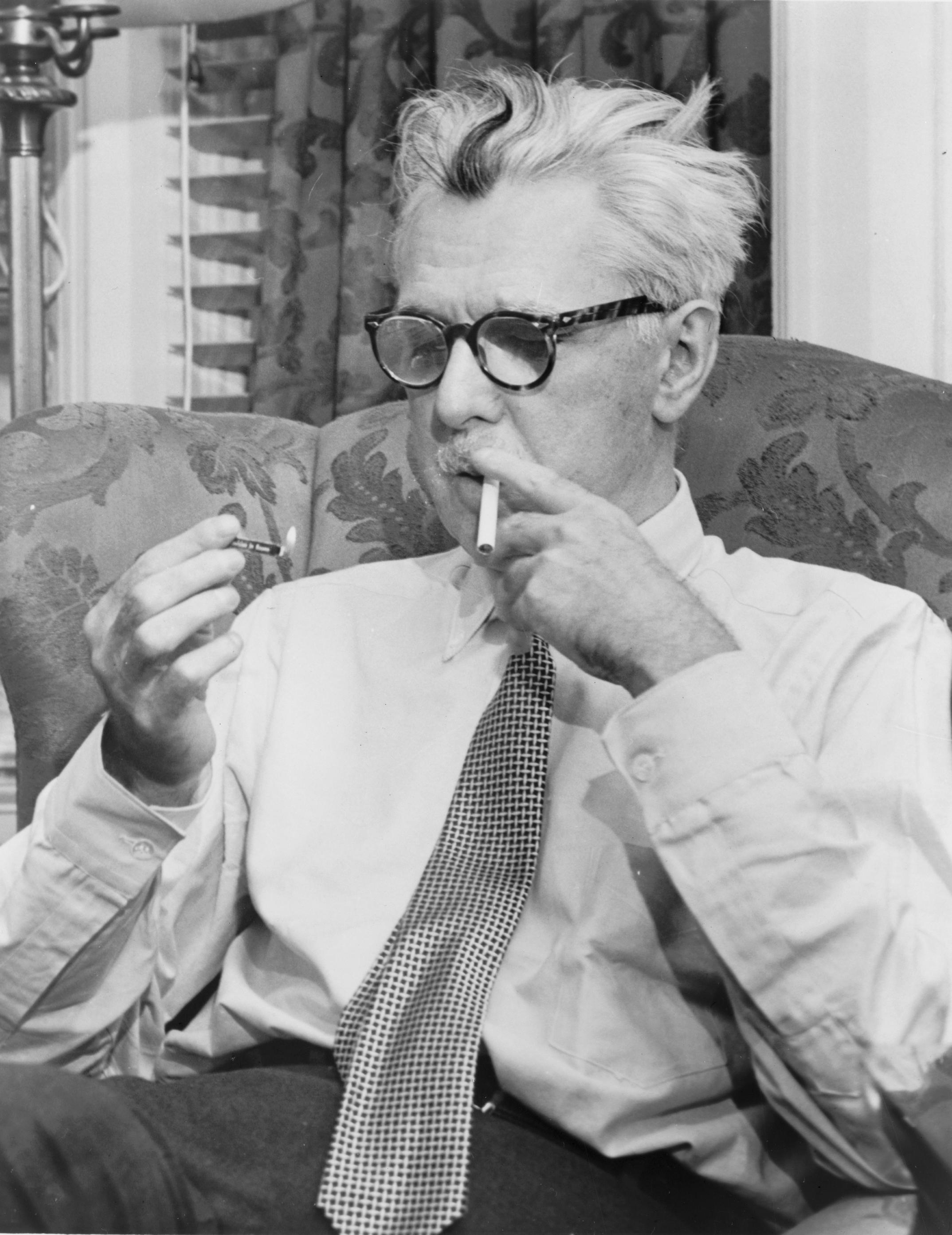
James Thurber
2 november

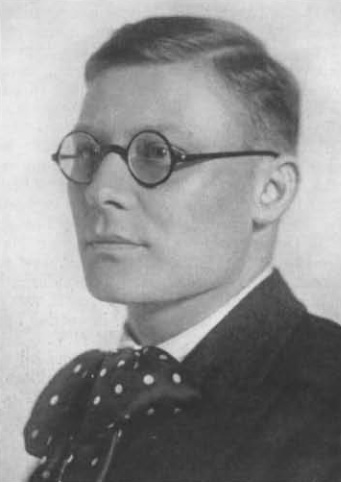
Antoon Coolen
9 november

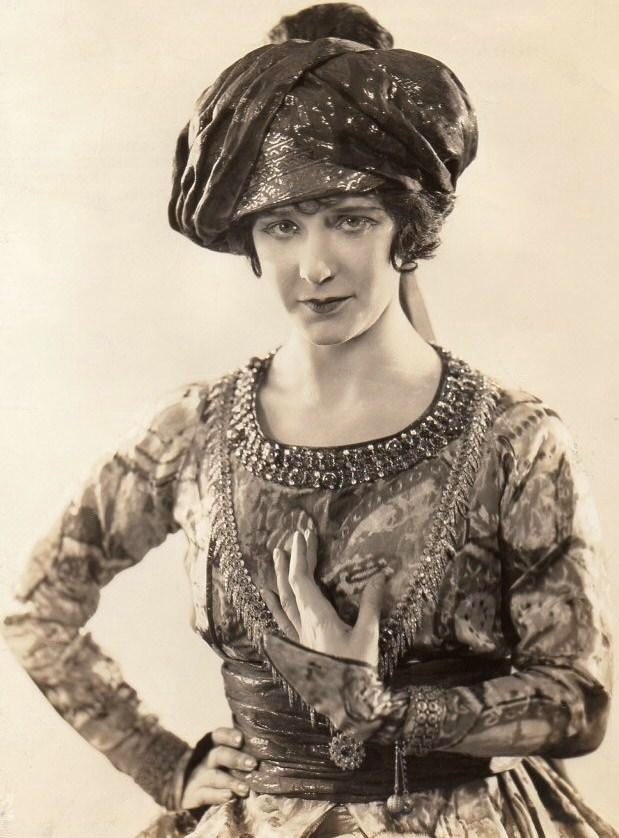
Elsie Ferguson
15 november

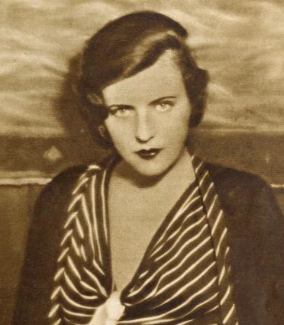
Ruth Chatterton
24 november

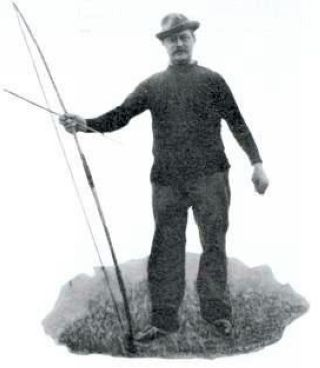
Hubert Van Innis
25 november

| 1 | 2 | 3 | 4 | 5 | 6 | 7 | 8 | 9 | 10 | 11 | 12 | 13 | 14 | 15 | 16 | 17 | 18 | 19 | 20 | 21 | 22 | 23 | 24 | 25 | 26 | 27 | 28 | 29 | 30 |
| - | - | - | - | - | - | - | - | - | -- | -- | -- | -- | -- | -- | -- | -- | -- | -- | -- | -- | -- | -- | -- | -- | -- | -- | -- | -- | -- |

### 1 november
- Alexander Cohen (97), Nederlands revolutionair en journalist

### 2 november
- James Thurber (66), Amerikaans schrijver en cartoonist

### 4 november
- Hans Hirschfeld (62), Nederlands econoom en bestuurder

### 9 november
- Antoon Coolen (64), Nederlands schrijver
- Frits Koeberg (85), Nederlands componist

### 11 november
- York Bowen (77), Brits componist
- Vasili Kamenski (77), Russisch schrijver en dichter

### 12 november
- Alexander Sizoo (72), Nederlands historicus

### 14 november
- Jacob Bleeker (76), Nederlands burgemeester
- Walter van Wijk (74), Nederlands wetenschapshistoricus

### 15 november
- Adeline Acart (87), Belgisch kunstschilderes
- Elsie Ferguson (78), Amerikaans actrice
- Julien Maes (67), Belgisch politicus
- Johanna Westerdijk (78), Nederlands botanicus

### 17 november
- Gerard Vloedbeld (77), Nederlands historicus en taalkundige

### 18 november
- Willem Zeylmans van Emmichoven (67), Nederlands psychiater en antroposoof
- Gertrude Lilian Entwisle (69), Brits elektrotechnisch ingenieur
- Hermannus Höfte (77), Nederlands roeier

### 19 november
- Al Keller (41), Amerikaans autocoureur

### 20 november
- Henri de la Barre d'Erquelinnes (75), Belgisch politicus

### 21 november
- Nico Baak (69), Nederlands kunstenaar
- Emile Rommelaere (88), Belgisch kunstschilder

### 23 november
- Maurice Durand (68), Amerikaans trompettist

### 24 november
- Ruth Chatterton (67), Amerikaans actrice
- Willem Augustijn Offerhaus (64), Nederlands politicus

### 25 november
- Hubert Van Innis (95), Belgisch boogschutter

## December

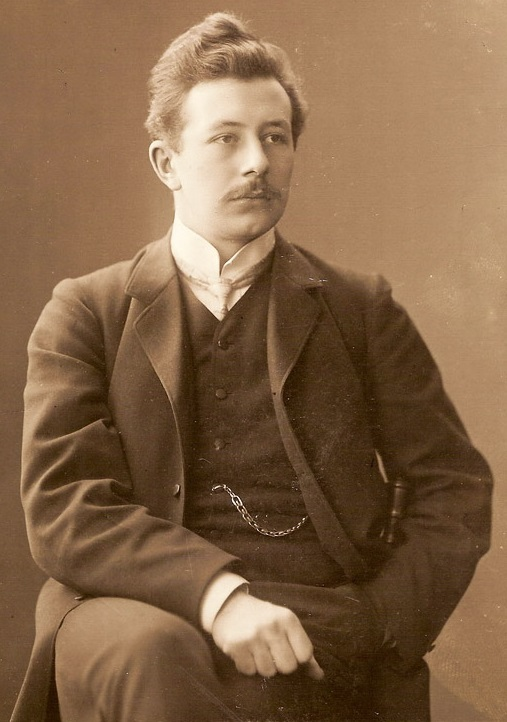
Fredrik Böök
2 december

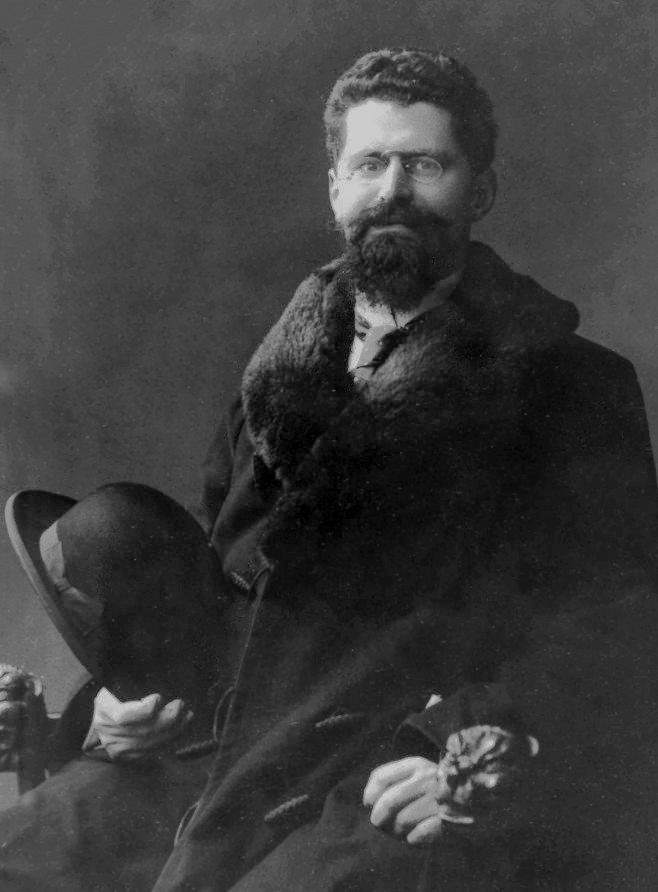
Francesco Severi
8 december

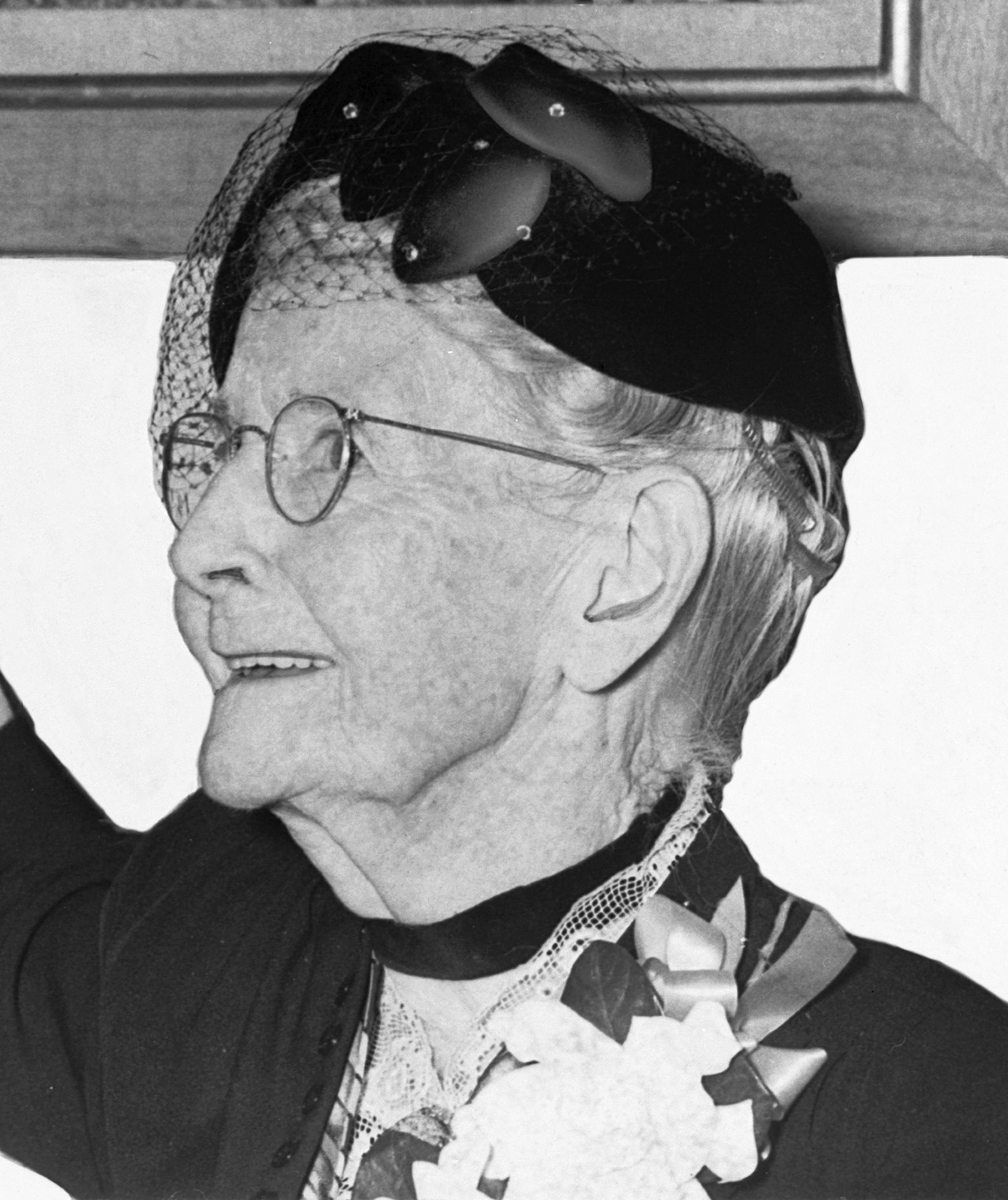
Grandma Moses
13 december

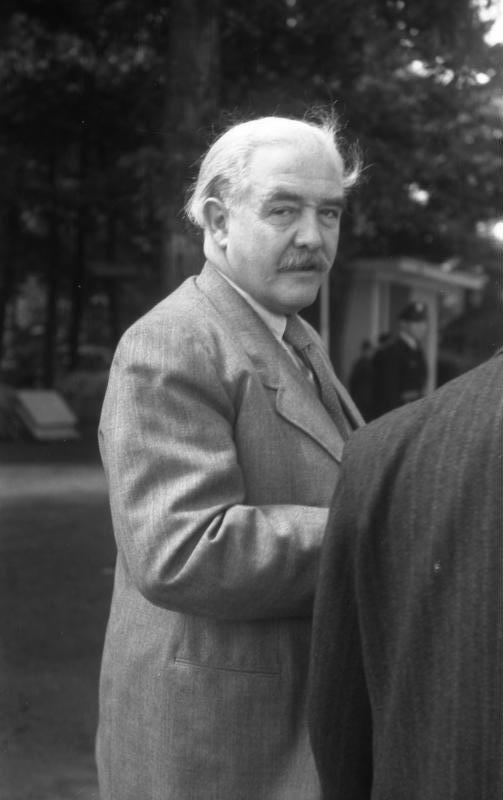
H.W. Kopf
21 december

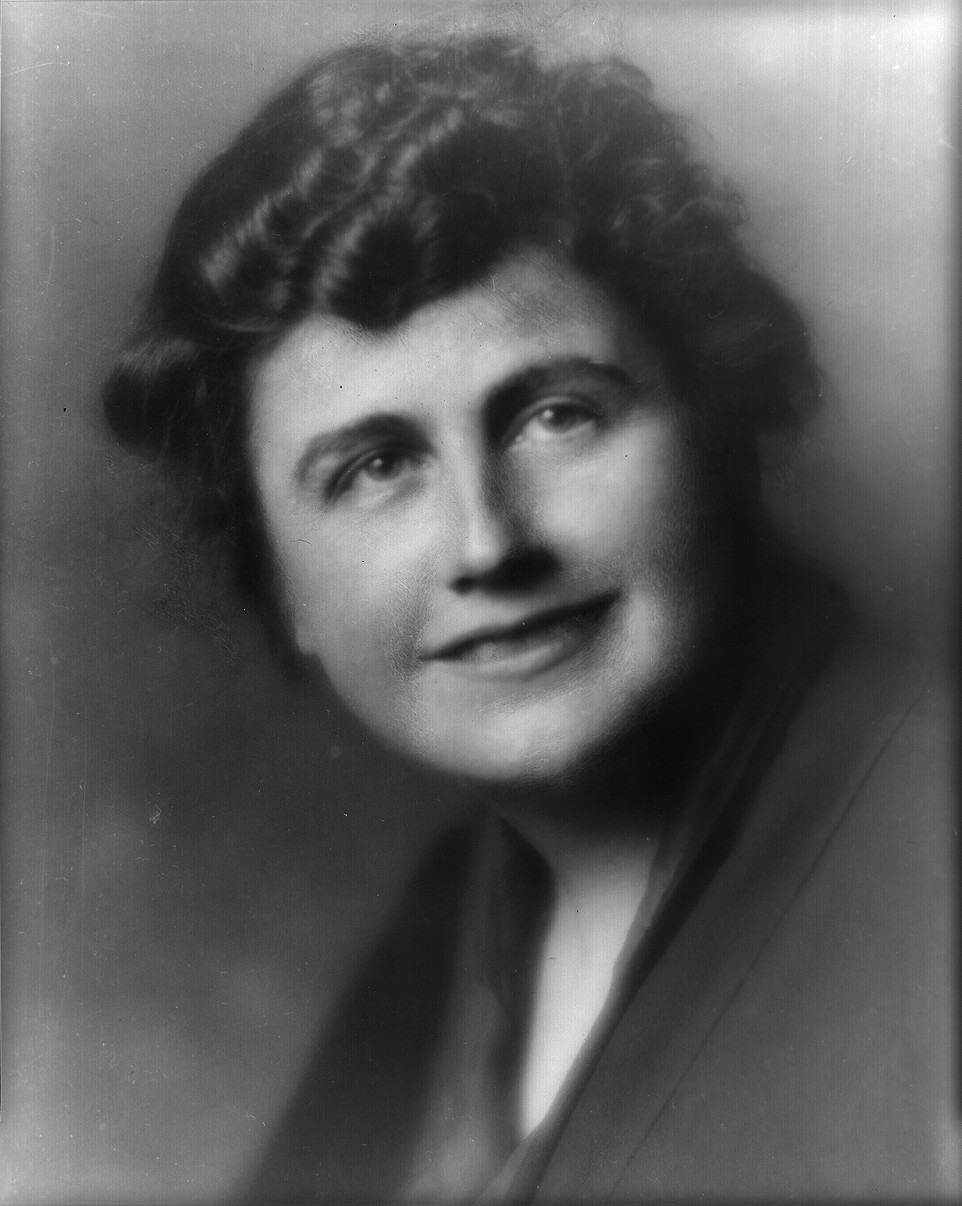
Edith Wilson
28 december

| 1 | 2 | 3 | 4 | 5 | 6 | 7 | 8 | 9 | 10 | 11 | 12 | 13 | 14 | 15 | 16 | 17 | 18 | 19 | 20 | 21 | 22 | 23 | 24 | 25 | 26 | 27 | 28 | 29 | 30 | 31 |
| - | - | - | - | - | - | - | - | - | -- | -- | -- | -- | -- | -- | -- | -- | -- | -- | -- | -- | -- | -- | -- | -- | -- | -- | -- | -- | -- | -- |

### 2 december
- Fredrik Böök (78), Zweeds schrijver en literatuurcriticus
- George Simpson (53), Amerikaans atleet

### 3 december
- Lew Childre sr. (60), Amerikaans countryzanger
- Jean Jacques Raimond Jr. (58), Nederlands astronoom
- David Röell (67), Nederlands kunsthistoricus
- Teunis Wilschut (56), Nederlands architect

### 6 december
- Frantz Fanon (35), Amerikaans filosoof
- Théodore Limperg (81), Nederlands bedrijfseconoom

### 8 december
- Francesco Severi (82), Italiaans wiskundige
- Bernard Vroom (77), Nederlands ondernemer

### 11 december
- Jan De Braey (70), Vlaams architect

### 13 december
- Grandma Moses (101), Amerikaans kunstschilderes
- Coba Ritsema (85), Nederlands kunstschilderes

### 14 december
- Richard Schirrmann (87), Duits onderwijzer

### 15 december
- Jan Hoefnagel (51), Nederlands politicus

### 17 december
- Giuseppe Bastianini (62), Italiaans politicus

### 19 december
- John Van Alphen (47), Belgisch voetballer
- Leon Antoine Bekaert (70), Belgisch burgemeester

### 20 december
- Earle Page (81), Australisch politicus
- Karel Van Wijnendaele (79), Belgisch journalist

### 21 december
- Hinrich Wilhelm Kopf (68), Duits politicus
- Kurt Landauer (77), Duits voetballer en sportbestuurder

### 22 december
- Elia Dalla Costa (89), Italiaans kardinaal

### 23 december
- Kurt Meyer (51), Duits militair

### 25 december
- Otto Loewi (88), Duits-Amerikaans farmacoloog en Nobelprijswinnaar

### 26 december
- Jules-Désiré Messinne (79), Belgisch politicus

### 27 december
- Wim van Rekum (69), Nederlands touwtrekker

### 28 december
- Edith Wilson (89), Amerikaans presidentsvrouw

### 29 december
- Anton Flettner (76), Duits uitvinder
- Camiel Struyvelt (75), Belgisch politicus

### 30 december
- Marie Henri Mackenzie (83), Nederlands kunstschilder

### 31 december
- Jerry Blake (53), Amerikaans jazzmusicus

## Datum onbekend
- Guglielmo Sandri (55), Italiaans auto- en motorcoureur

1900 ·
1901 ·
1902 ·
1903 ·
1904 ·
1905 ·
1906 ·
1907 ·
1908 ·
1909 ·
1910 ·
1911 ·
1912 ·
1913 ·
1914 ·
1915 ·
1916 ·
1917 ·
1918 ·
1919 ·
1920 ·
1921 ·
1922 ·
1923 ·
1924 ·
1925 ·
1926 ·
1927 ·
1928 ·
1929 ·
1930 ·
1931 ·
1932 ·
1933 ·
1934 ·
1935 ·
1936 ·
1937 ·
1938 ·
1939 ·
1940 ·
1941 ·
1942 ·
1943 ·
1944 ·
1945 ·
1946 ·
1947 ·
1948 ·
1949 ·
1950 ·
1951 ·
1952 ·
1953 ·
1954 ·
1955 ·
1956 ·
1957 ·
1958 ·
1959 ·
1960 ·
1961 ·
1962 ·
1963 ·
1964 ·
1965 ·
1966 ·
1967 ·
1968 ·
1969 ·
1970 ·
1971 ·
1972 ·
1973 ·
1974 ·
1975 ·
1976 ·
1977 ·
1978 ·
1979 ·
1980 ·
1981 ·
1982 ·
1983 ·
1984 ·
1985 ·
1986 ·
1987 ·
1988 ·
1989 ·
1990 ·
1991 ·
1992 ·
1993 ·
1994 ·
1995 ·
1996 ·
1997 ·
1998 ·
1999 ·
2000 ·
2001 ·
2002 ·
2003 ·
2004 ·
2005 ·
2006 ·
2007 ·
2008 ·
2009 ·
2010 ·
2011 ·
2012 ·
2013 ·
2014 ·
2015 ·
2016 ·
2017 ·
2018 ·
2019 ·
2020 ·
2021 ·
2022 ·
2023 ·
2024 ·
2025